# BMW Série 02
Ne doit pas être confondu avec BMW Série 2.
La BMW Série 02 était une gamme de familiales produites et commercialisées par BMW de 1966 à 1975, et jusqu'à 1977 pour la 1502. En 1975, elles sont remplacées par la BMW Série 3. Cette série comprend : 
- les BMW 1600 ;
- la BMW 1600-2 ;
- la BMW 1602 ;
- la BMW 1802 ;
- la BMW 2002 ;
- la BMW 1502.

## BMW 1502, 1600-2, 1802, 2002

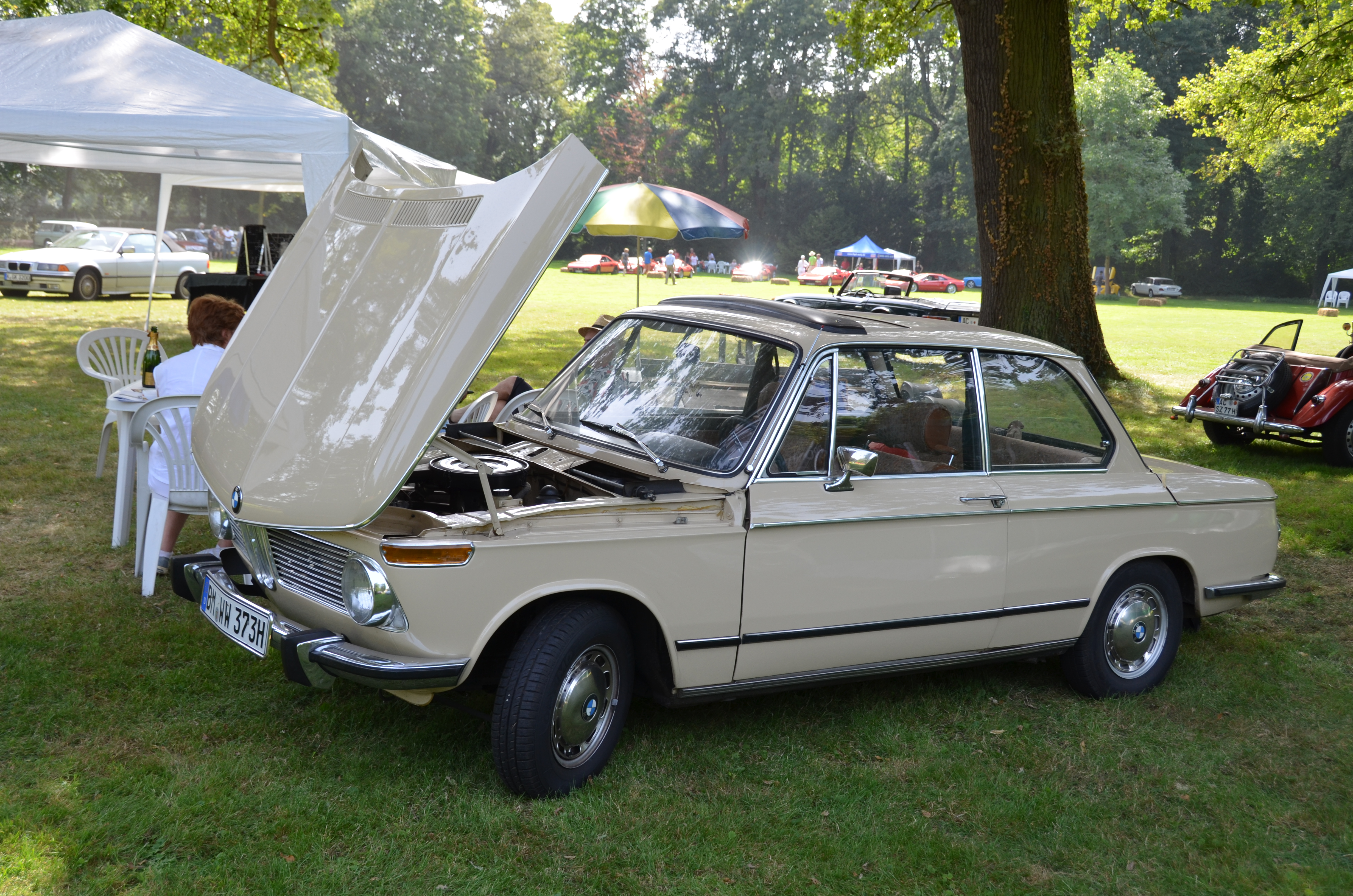
Capot de la 02 ouvrant vers l’avant

La 1600-2 a été présentée au salon de Genève en mars 1966. Son suffixe de dénomination non officiel, «-2», visait simplement à identifier la 1600 en tant que nouvelle berline deux portes de BMW et à la distinguer de la plus grande berline quatre portes; sur le véhicule lui-même, la désignation du modèle n’était que "1600". Tous les ensembles mécaniques, à l’exception de la boîte de vitesses, étaient repris de la Neue Klasse. La réduction de la carrosserie n’a eu pratiquement aucun effet notable sur l’intérieur, mais elle a entraîné une économie de poids significative et donc un rapport poids/puissance inférieur, de sorte que l’accélération et la vitesse de pointe se sont améliorées. La culasse à grosse soupape d’admission, reprise du moteur de la 1800, y est également pour quelque chose. Le niveau d’équipement a été quelque peu réduit, les mesures de réduction comprenaient également des roues plus petites avec des disques de frein plus petits, un retour à un actionnement mécanique pour l’embrayage et un alternateur à courant continu. Le volume du coffre était de 450 litres. Selon les normes de la catégorie familiale routière à l’époque, la 1600-2 de base offrait déjà des performances de conduite supérieures à la moyenne. La gamme de modèles renforce la réputation de BMW en tant que fabricant de berlines compactes sportives et de constructeur de moteur habile.
La première variante, la 2002 particulièrement réussie avec une cylindrée d’environ 2 litres, est entrée en production de série début 1968.

### Lifting
Avec le lifting de février 1971, la 1600-2 a été redésignée en tant que 1602. Toutes les voitures ont reçu des pare-chocs avec des coussinets en caoutchouc, qui étaient enveloppants à l’arrière, et des bandes latérales. Le tableau de bord, désormais en deux parties, était entièrement noir et les sièges et les aménagements ont également été modifiés. Une autre variante était la 1802 avec 66 kW (90 ch).

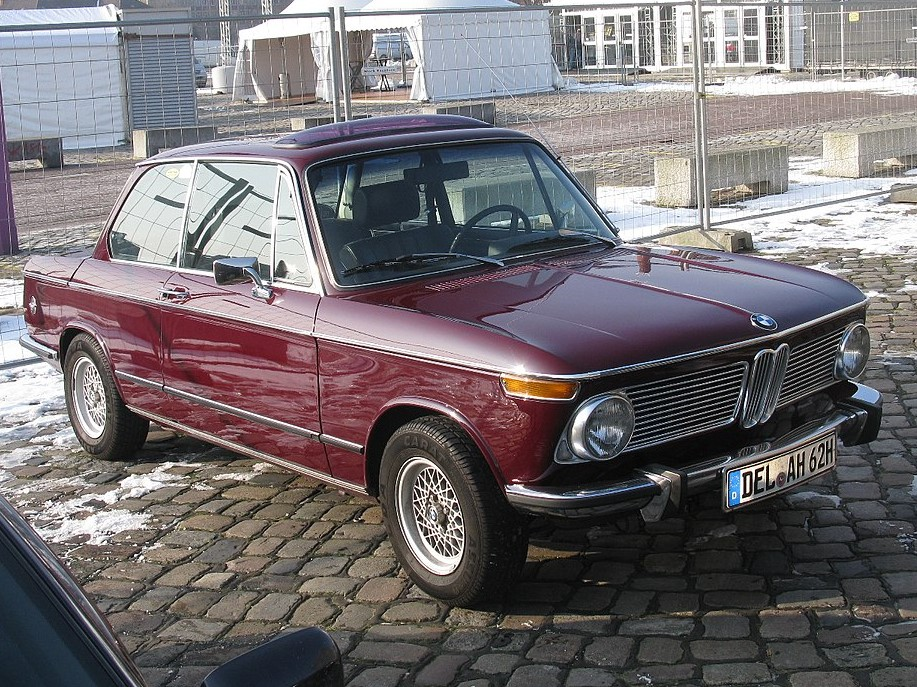
BMW 1802 (1971–1973)
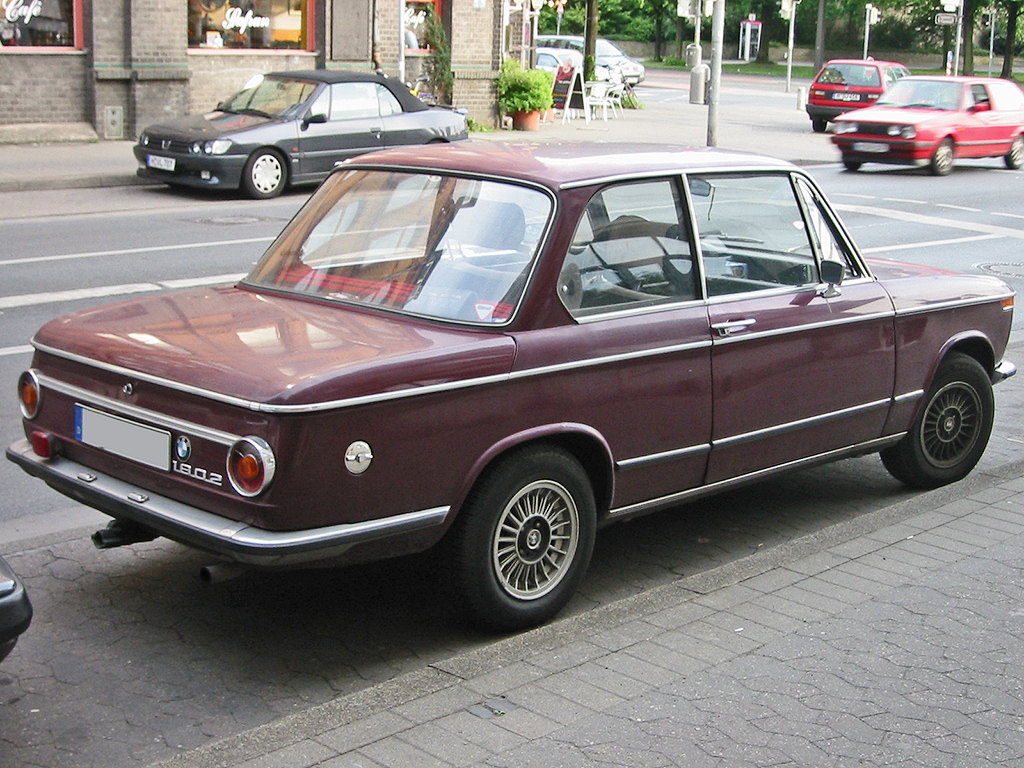
Vue arrière

À partir d’août 1973, les véhicules ont reçu une calandre plus plate en plastique noir, des roues à disque en acier perforé sans enjoliveurs et (à l’exception du Touring) des feux arrière angulaires plus grands.
Début 1975, la 1502, conçue en tant que "modèle économique" aux équipements simplifiés, fait son apparition. Elle avait le moteur de la 1602, qui, avec des pistons différents et une compression plus faible, atteignait une puissance maximale inférieure de 10 ch à celle de la 1602, mais qui pouvait fonctionner avec de l’essence normale. La caractéristique externe la plus importante de la 1502 par rapport aux versions supérieures était les bandes latérales manquantes. De plus, certains éléments d’équipement tels que la fenêtre d’aération avant ou les roues à disque perforé de cinq pouces de large étaient soumis à un supplément sur la 1502. Environ 71 000 unités de la 1502 ont été fabriquées.

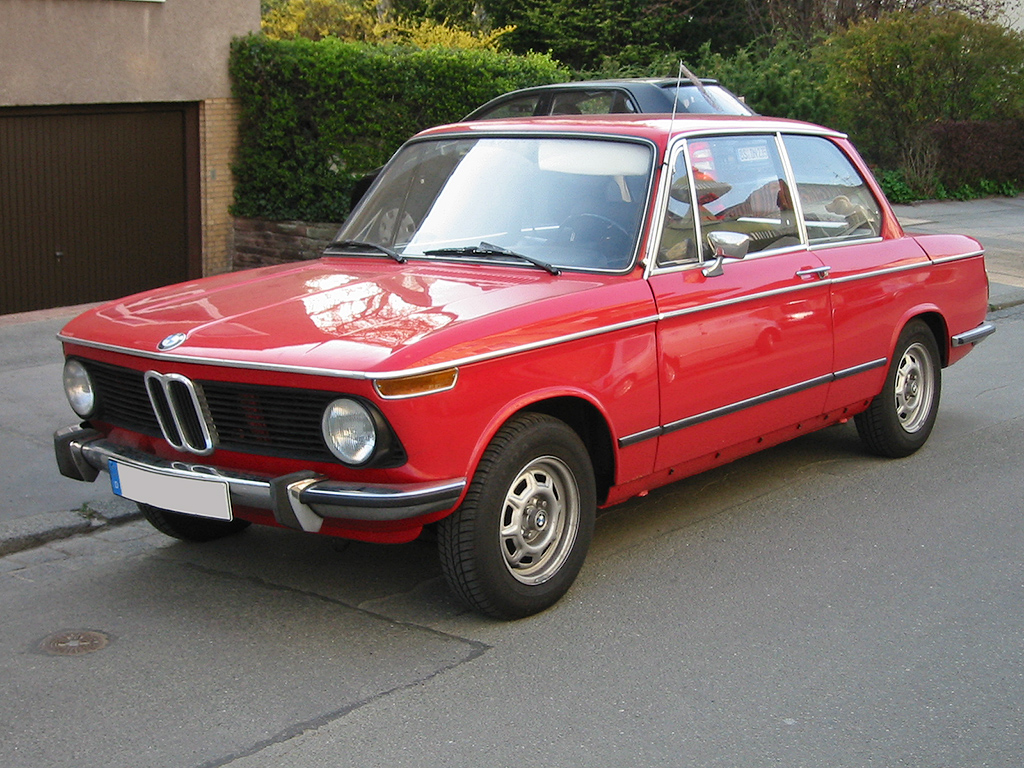
BMW 1602 (1973–1975)
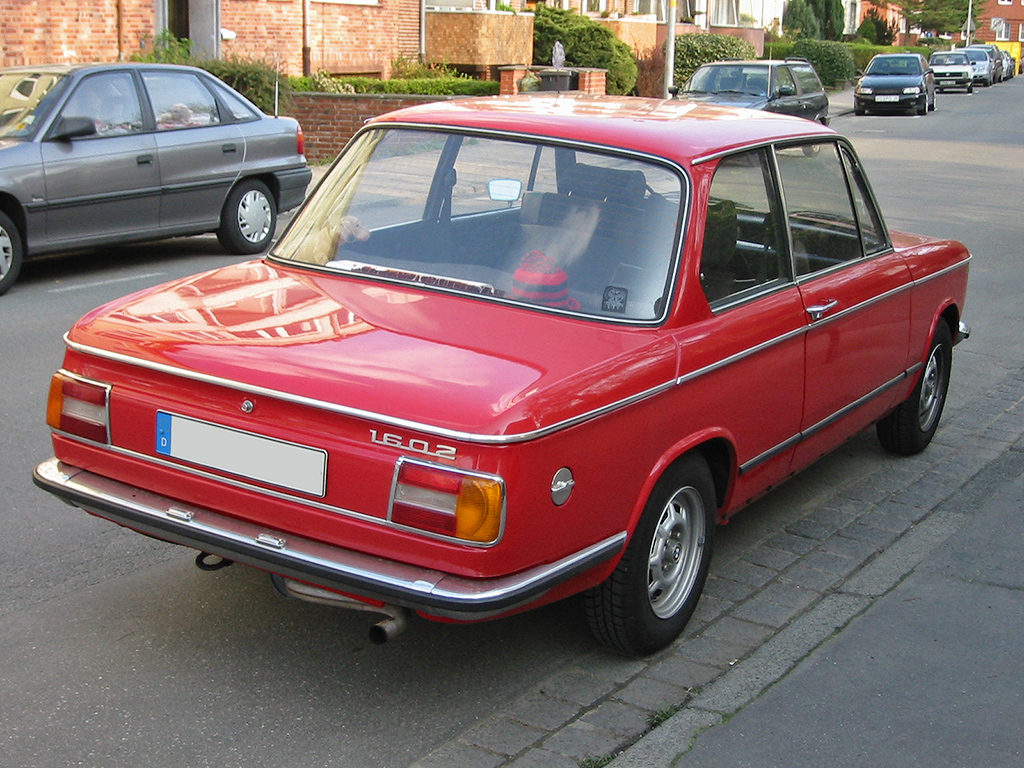
Vue arrière
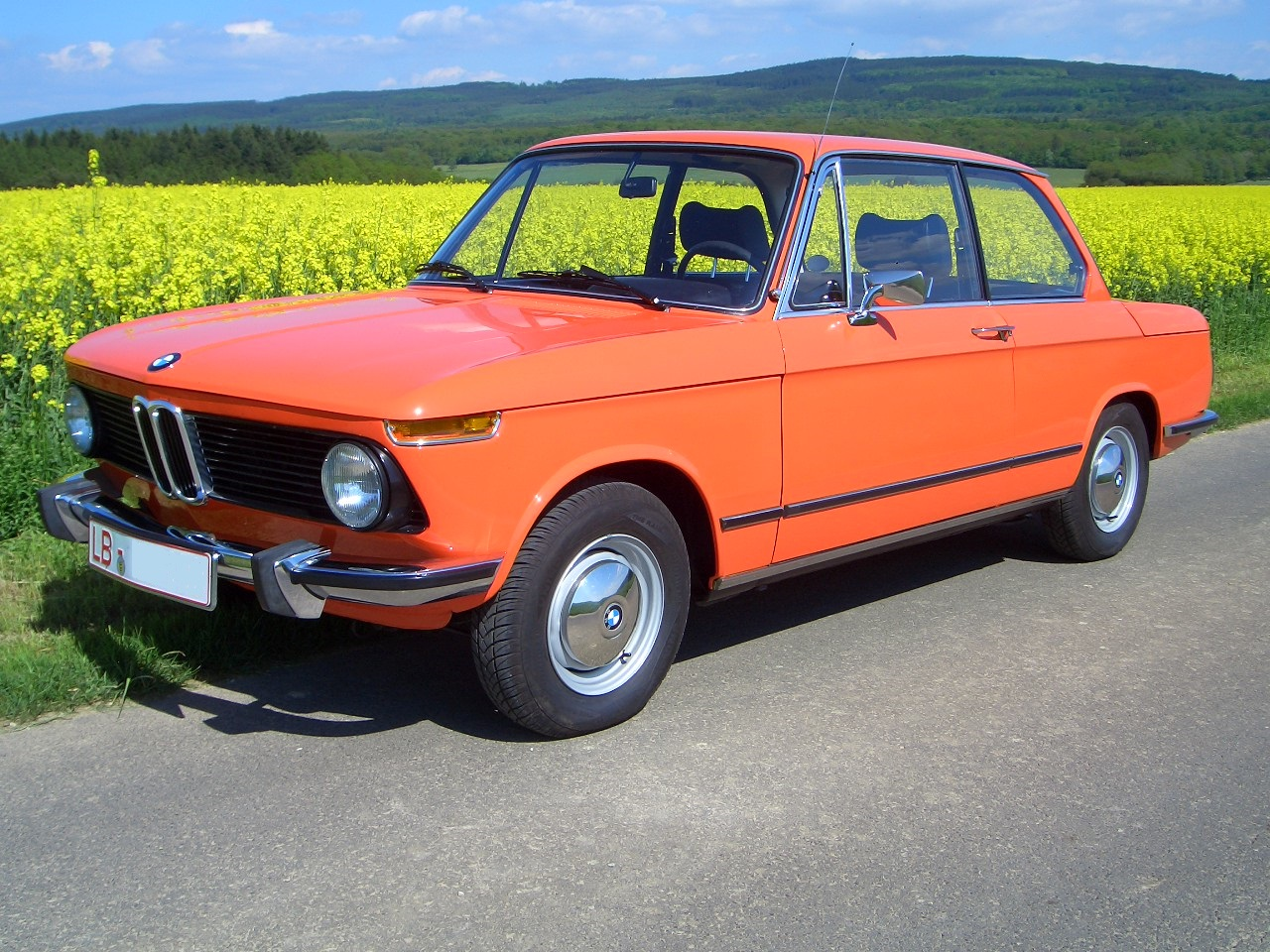
BMW 1502 (1975–1977)
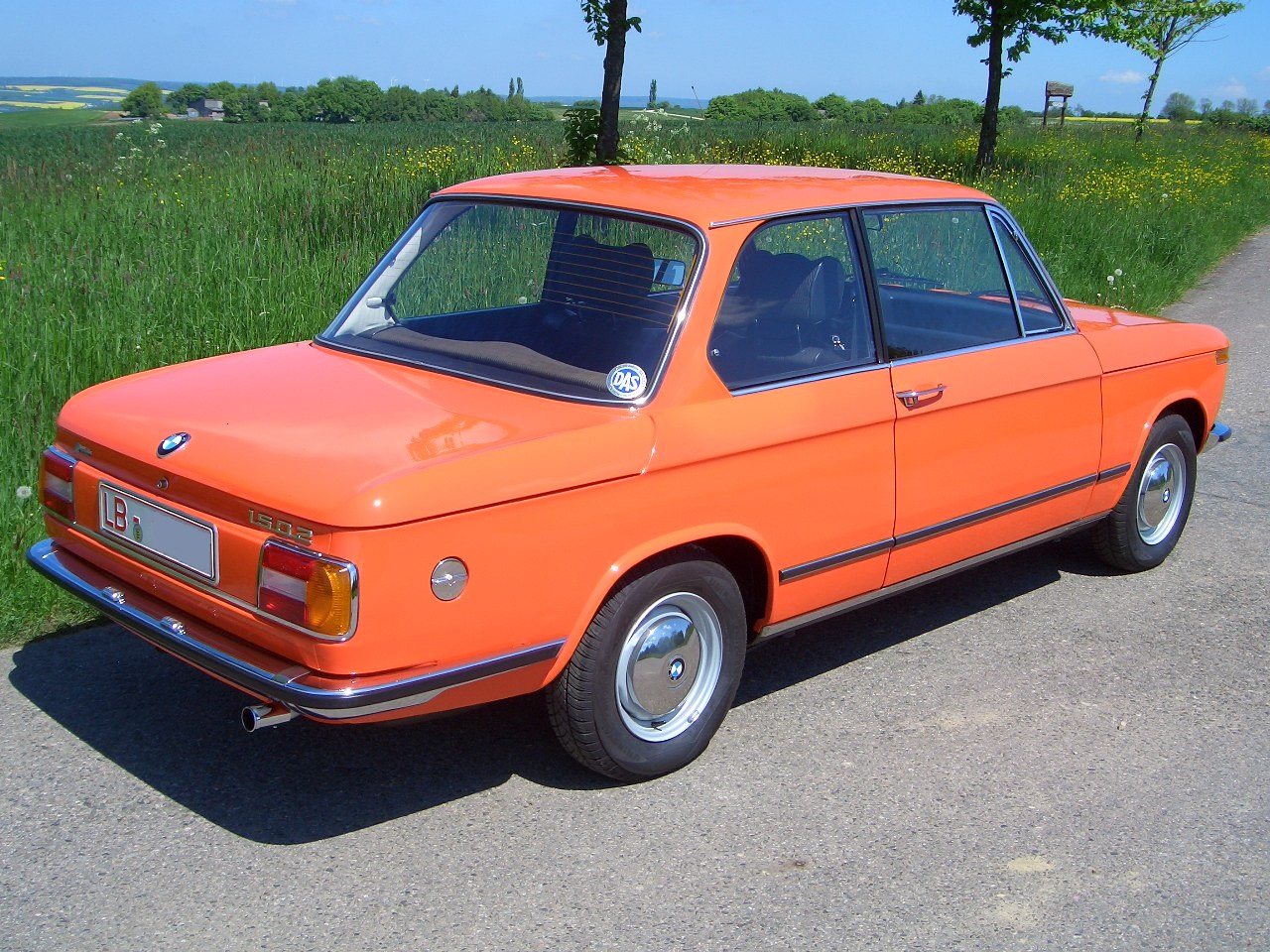
Vue arrière

## BMW 1600 ti, 2002 ti, 2002 tii
Les abréviations "ti" (Turismo Internazionale) ou "tii" (Turismo Internazionale Iniezione ou "Injection") désignent les versions les plus puissantes du moteur M10 de la BMW 02. Il y avait trois variantes :
- Le premier modèle, apparu à l’été 1967, fut la 1600 ti, qui sortit de la chaîne de montage jusqu’à fin 1968. Son moteur de 1,6 litre produisait 105 ch (77 kW).
- La 2002 ti avait un moteur de 120 ch (88 kW) avec une cylindrée de deux litres. Elle est apparue mi-1968 et est restée en production jusqu’au printemps 1972.
- La dernière étape de l’évolution fut la 2002 tii, introduite au printemps 1971. Son moteur, également d’une cylindrée de deux litres, produisait 130 ch (96 kW).

Les modèles ti ont des carburateurs Solex des années 40, les 2002 tii et 2002 turbo ont un moteur Kugelfischer à injection mécanique, qui était également utilisé par Peugeot à l’époque ou qui était utilisé en course, mais ici principalement en relation avec un système d’accélérateur unique ou à glissière plate au lieu d’un système standard.

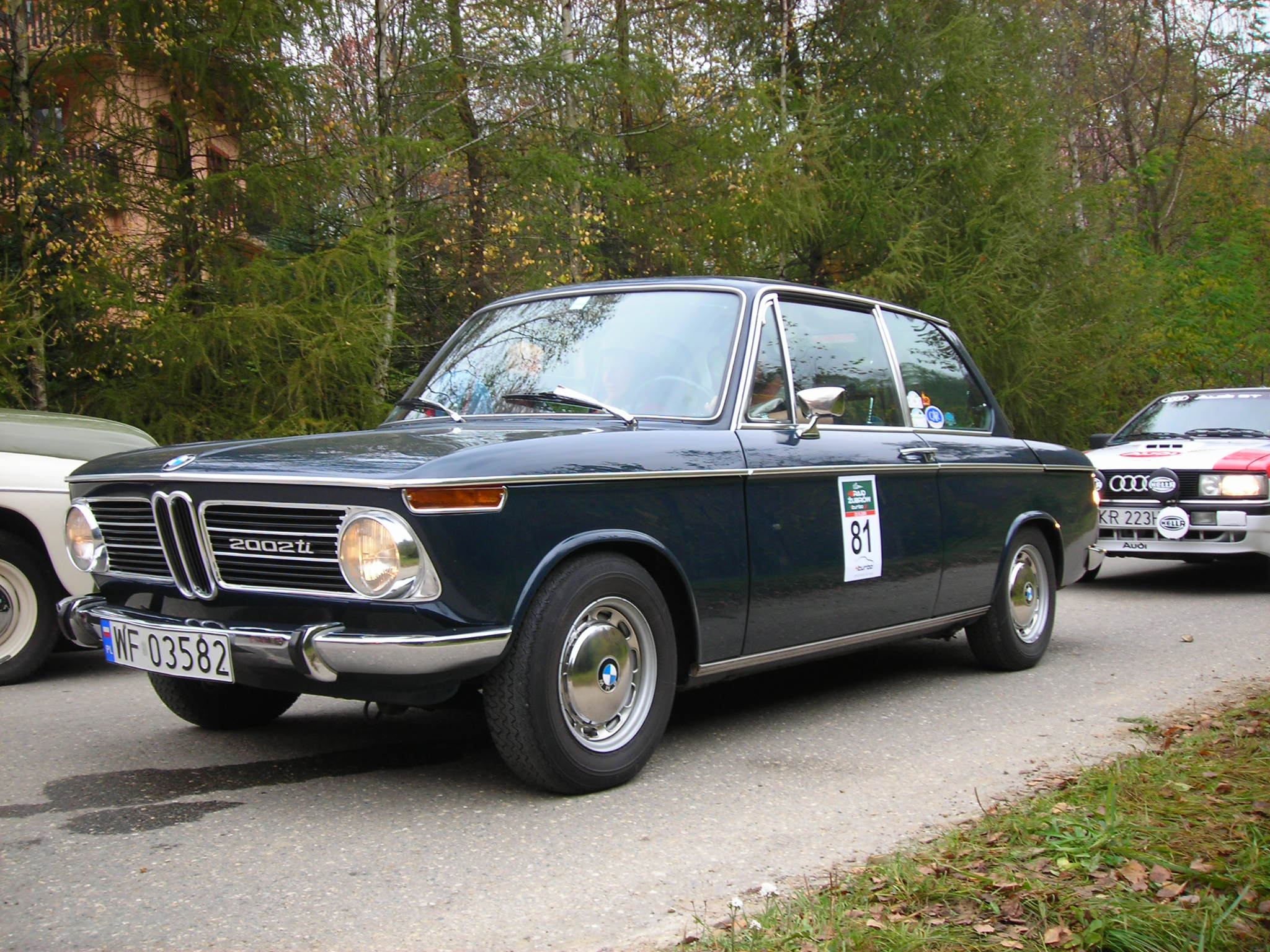
BMW 2002 ti (1968–1971)
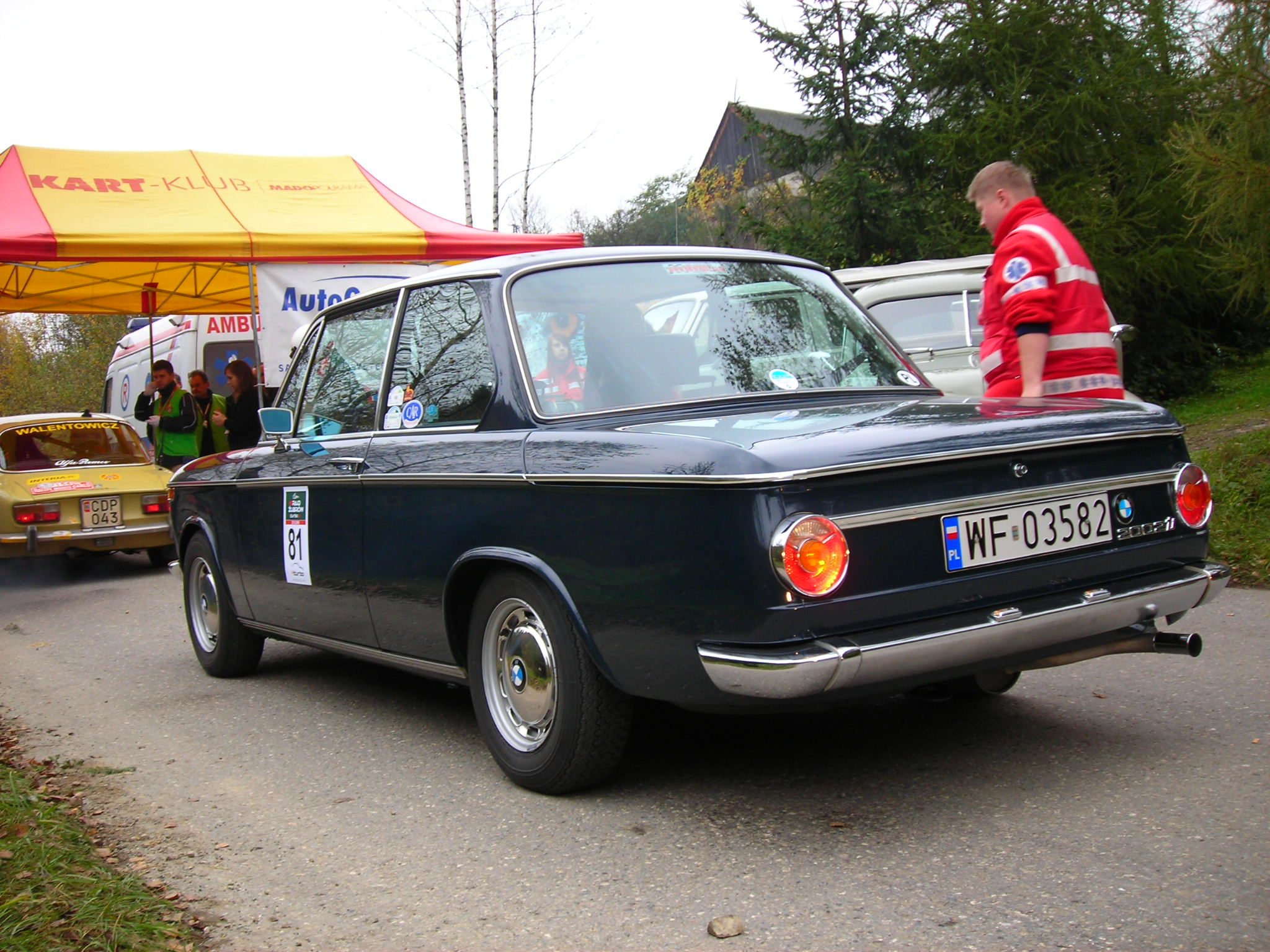
Vue arrière de la 2002 ti
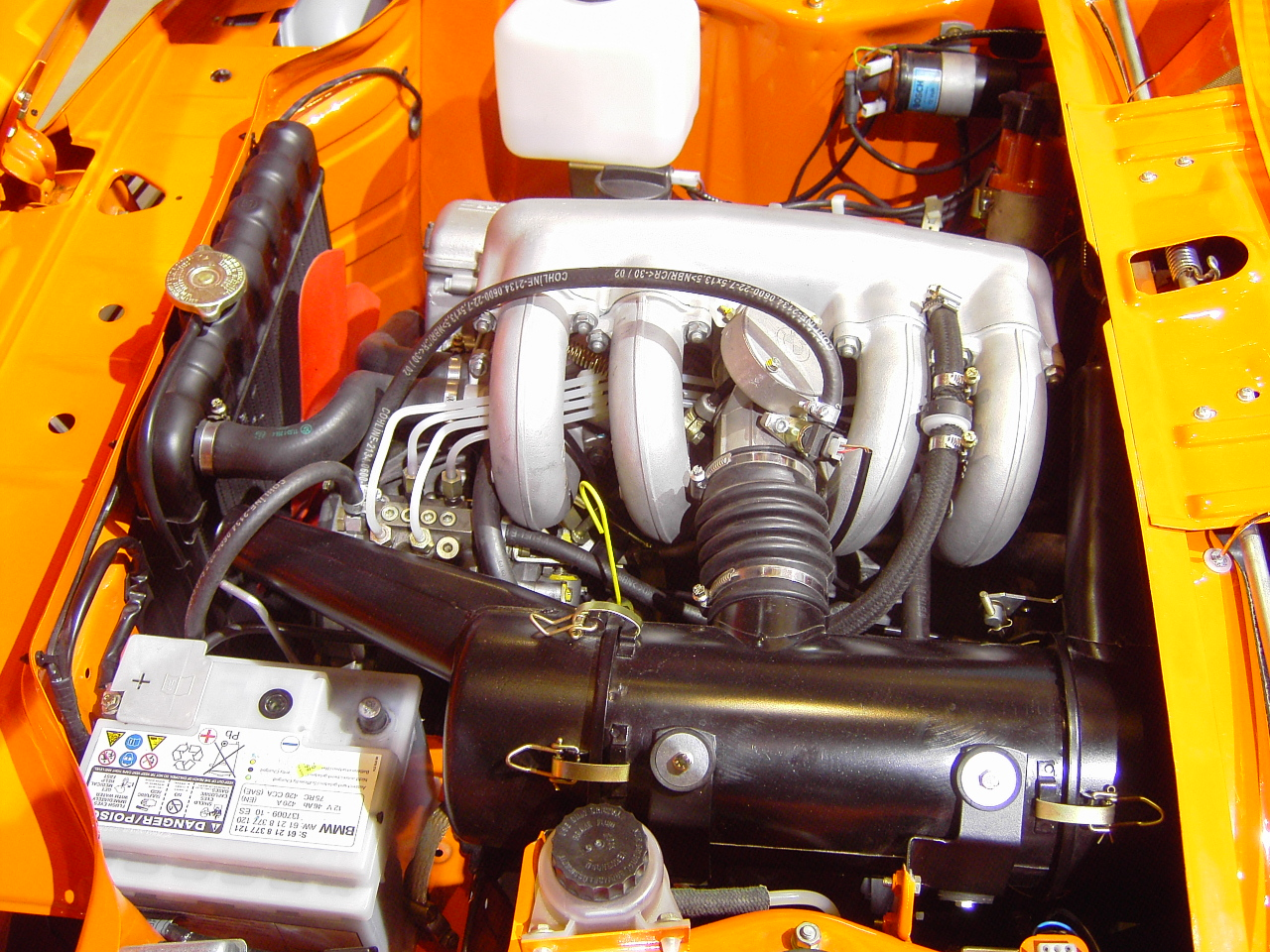
Moteur M10 Kugelfischer avec injection de la 2002 tii
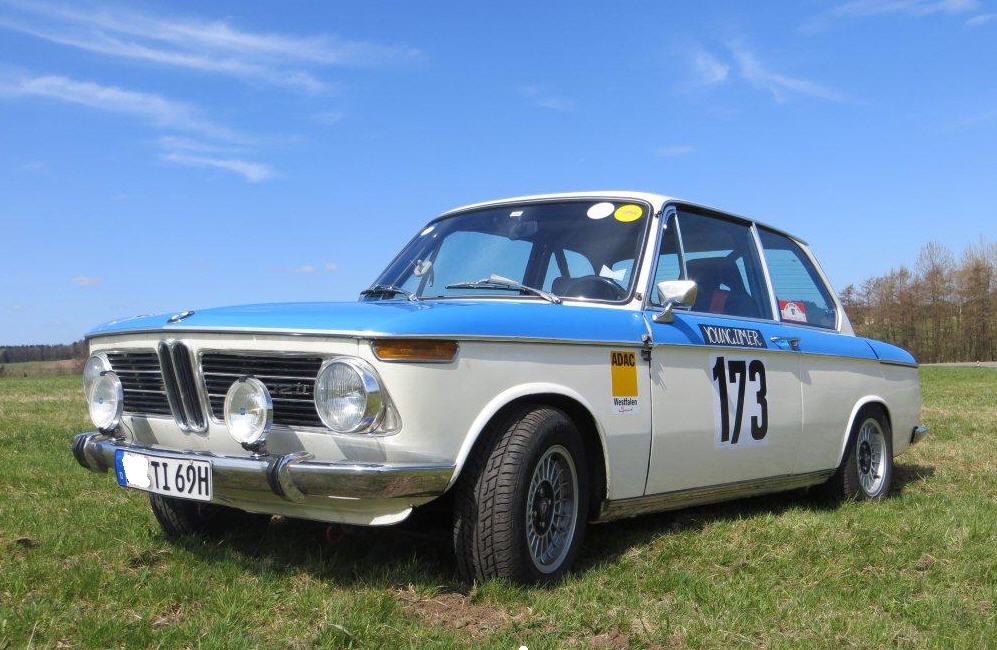
BMW 2002 ti en tant que voiture de course du groupe 1
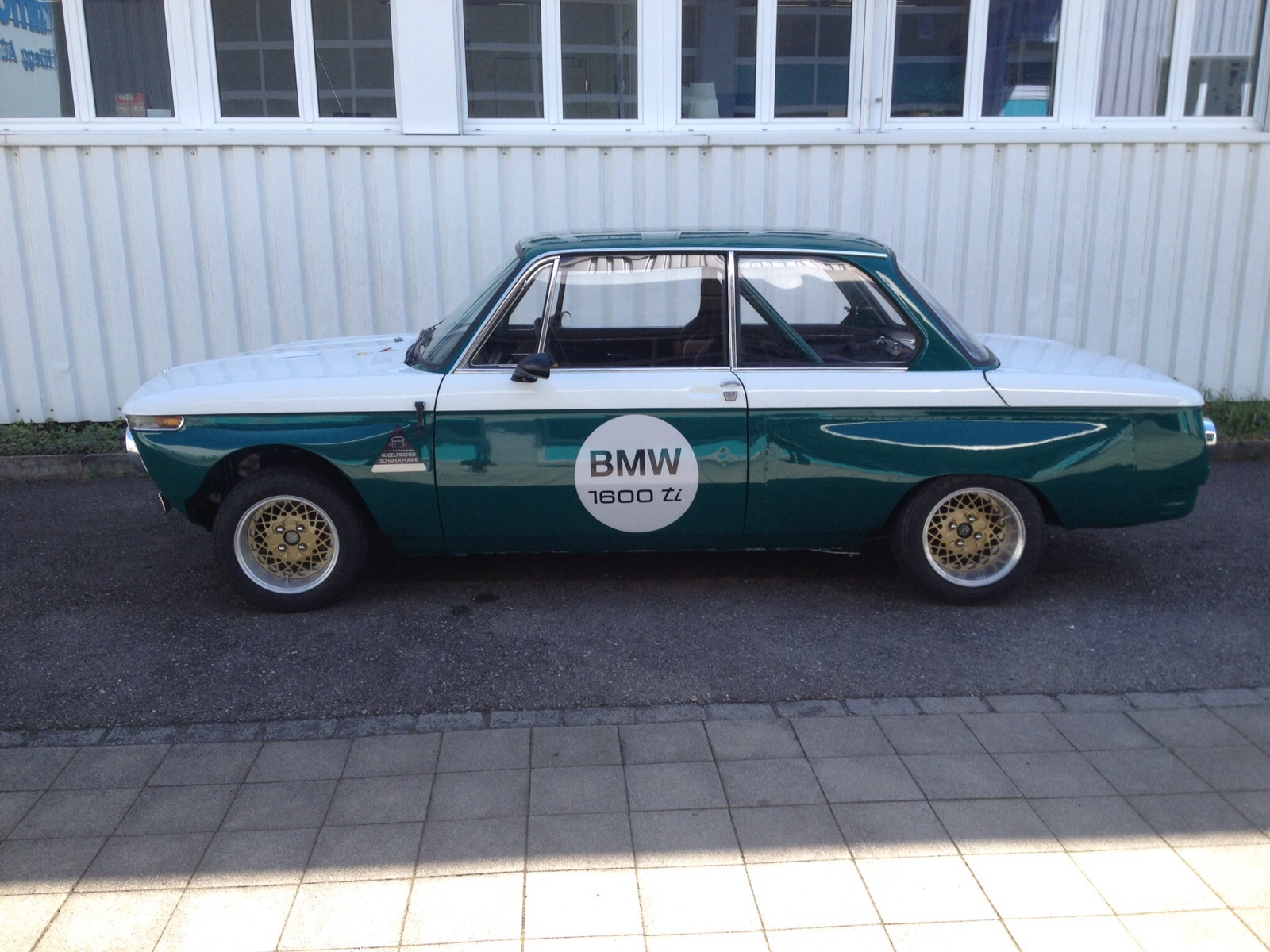
BMW 1600 ti en tant que voiture de course du groupe 2 avec extensions de style "joue de cochon"

## BMW 2002 turbo
Le modèle développé sous le code BMW E20, avec une puissance moteur maximale de 170 ch (125 kW), était (avant la Porsche 911 Turbo) la première voiture allemande produite en série avec un turbocompresseur à gaz d’échappement.
La BMW 2002 turbo, présentée à l’automne 1973 au milieu de la première crise pétrolière, a été immédiatement critiquée en public en raison de sa forte consommation de carburant, ainsi qu’en raison du lettrage optionnel 2002 turbo en écriture spéculaire sur le spoiler avant, qui a été surnommée "peinture de guerre" dans la presse. Un aileron arrière faisait également partie de l’équipement.
De septembre 1973 à novembre 1974, 1 672 véhicules ont été fabriqués, qui n’étaient disponibles d’usine que dans les couleurs BMW Polaris-metallic (argent) et Chamonix (blanc). En pouvoir d’achat et en monnaie d’aujourd’hui, le prix de 20 780 Deutsche Mark demandé à la fin de la production en 1974 correspond actuellement à une somme de 30 500 euros.

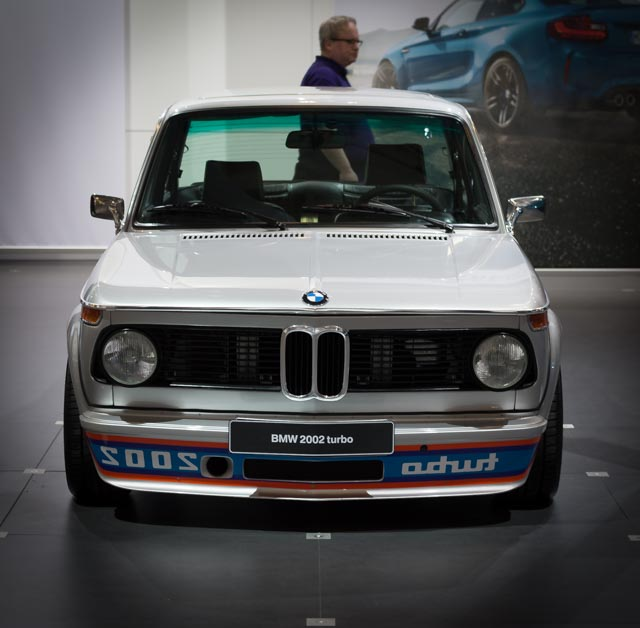
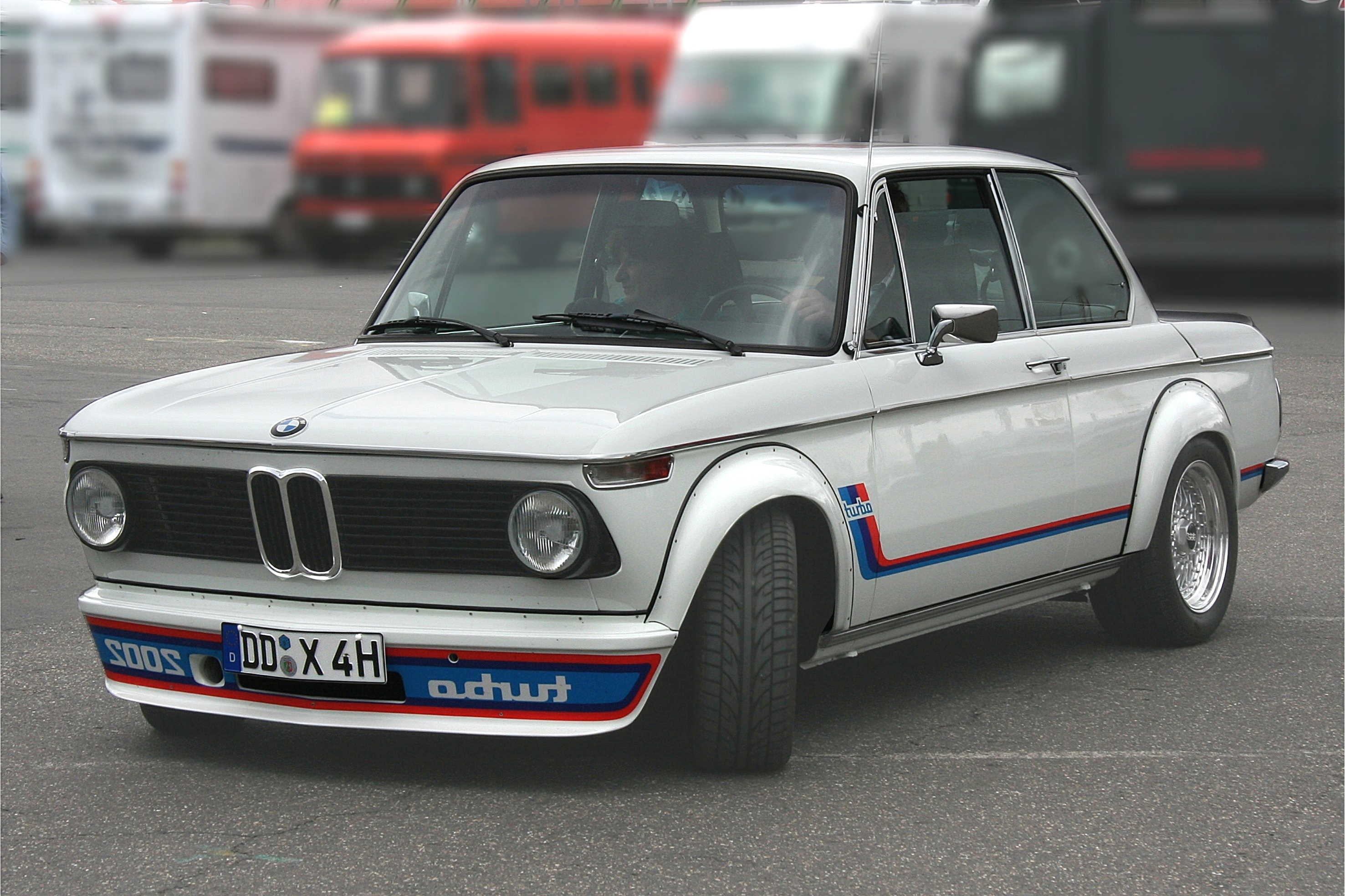
BMW 2002 turbo
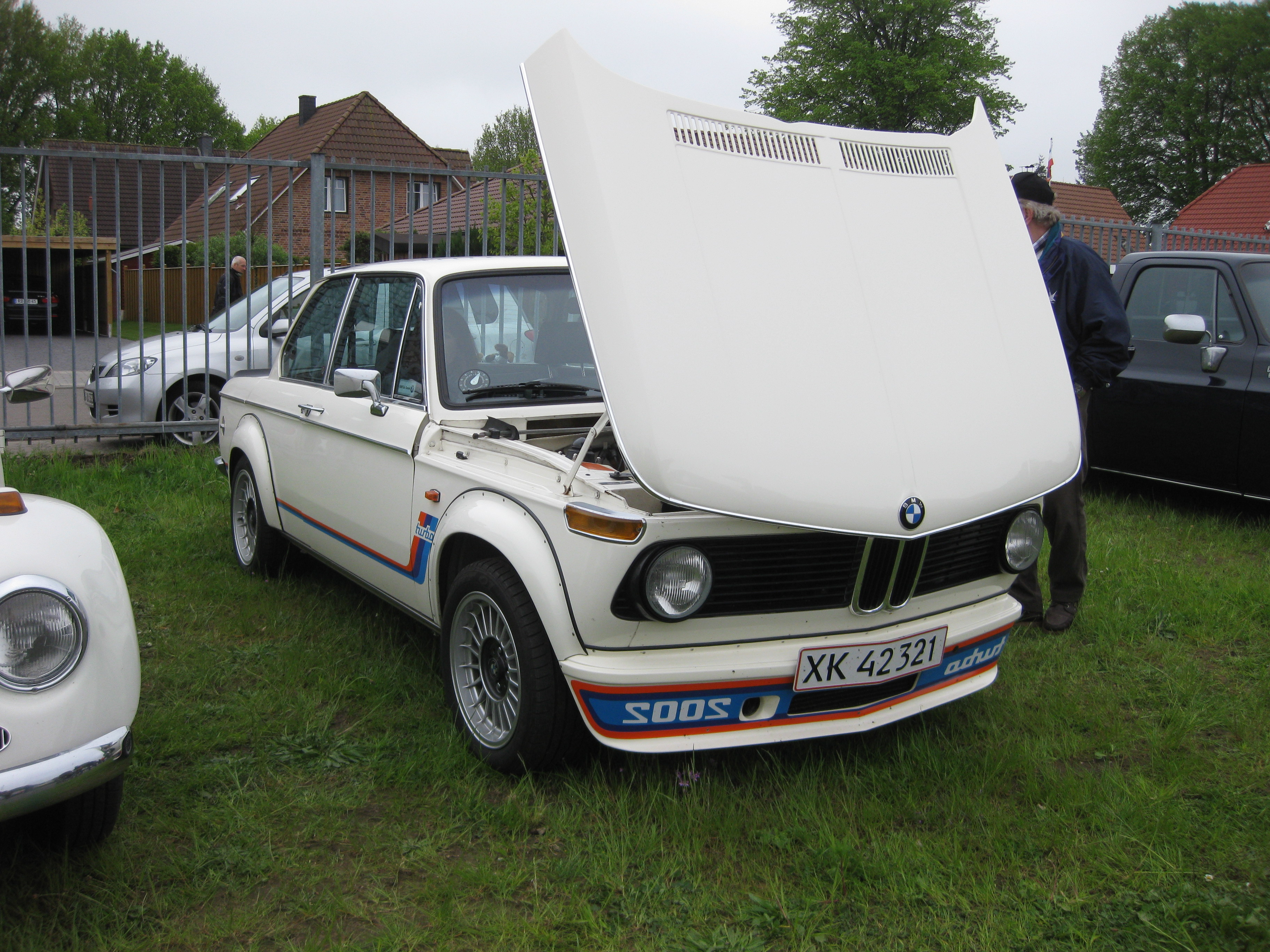
Capot de la 2002 turbo à ouverture vers l’avant
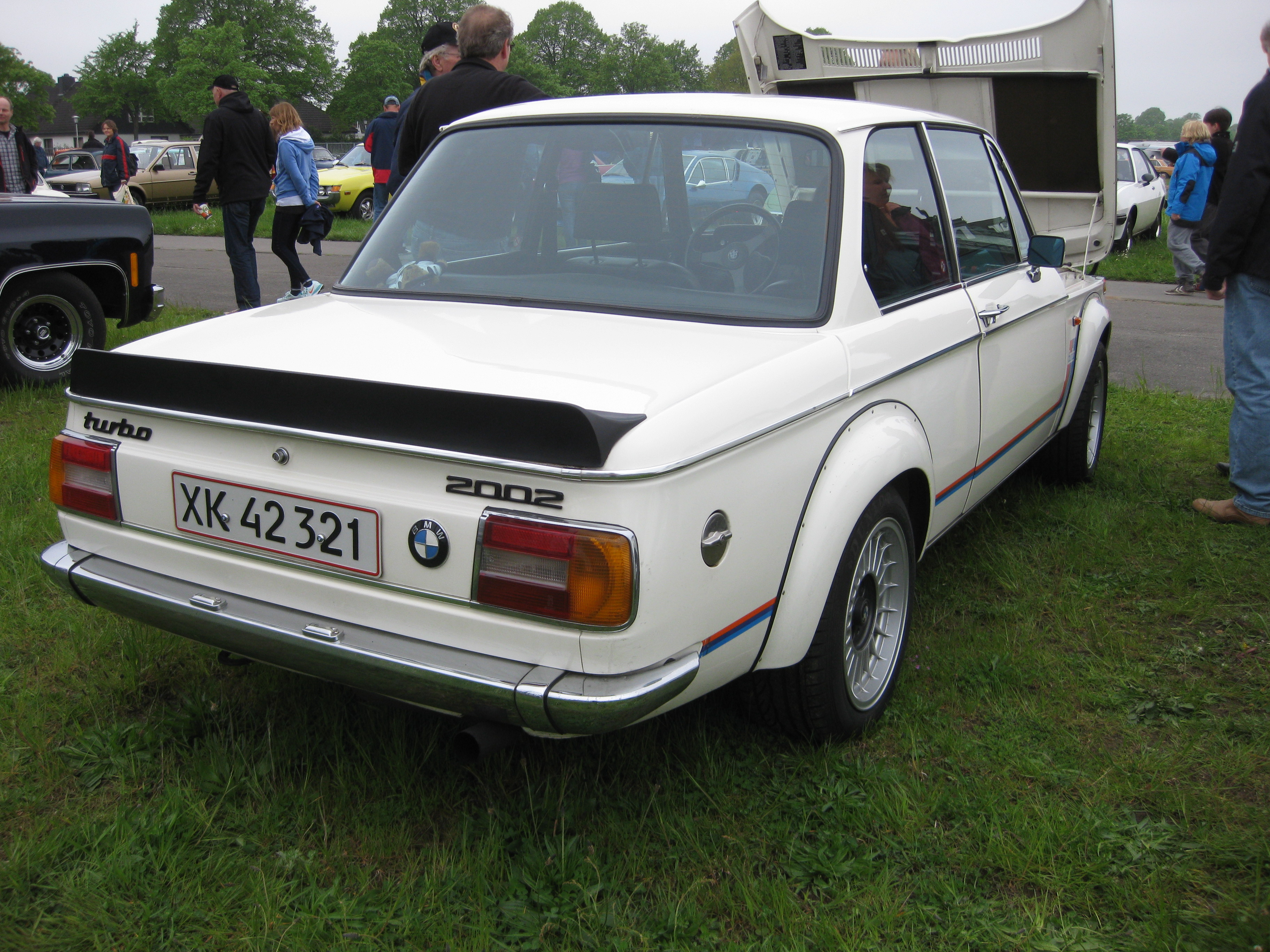
Vue arrière
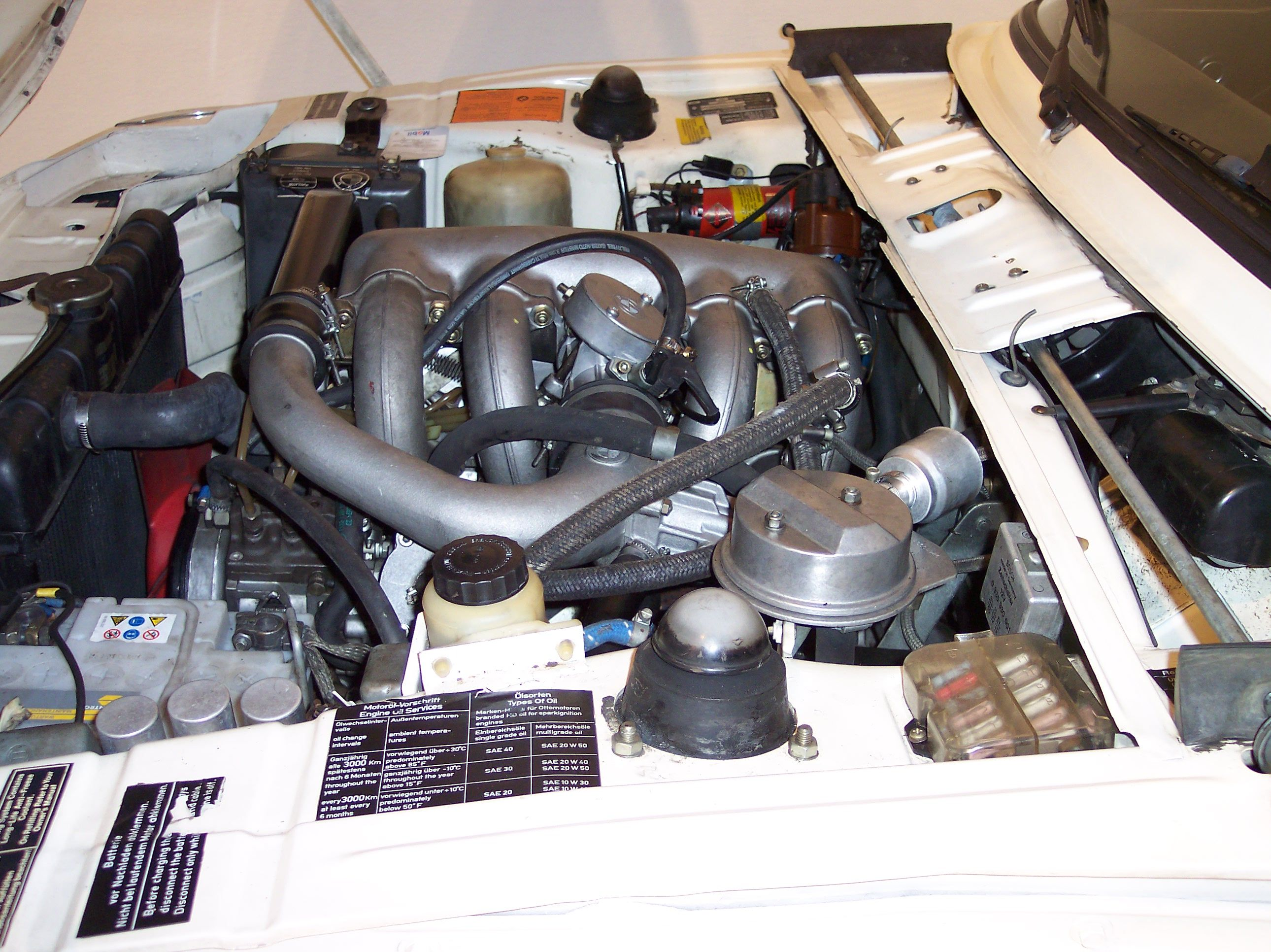
Moteur

## Cabriolet et targa
La BMW 1600 cabriolet quatre places (type BMW 114 C) avec un toit entièrement rétractable a été conçue par Baur à Stuttgart pour BMW et y a été construite de début 1968 à l’automne 1971. Malgré le plancher renforcé, le cabriolet n’était pas rigide en torsion; la carrosserie était submergé par les performances en conduite sportive. Le coffre pouvait contenir 420 litres. Le poids à vide de la 1600 était de 960 kg. Les autres données techniques, dimensions et performances, correspondaient largement à ceux de la berline. En 1971, ce cabriolet était disponible en 1600-2 avec un moteur 1,6 litre de 63 kW (85 ch) et en 2002 avec un moteur 2 litres de 74 kW (100 ch). Le nombre total de versions entièrement convertibles était de 1 892 véhicules (dont 200 BMW 2002 cabriolet).

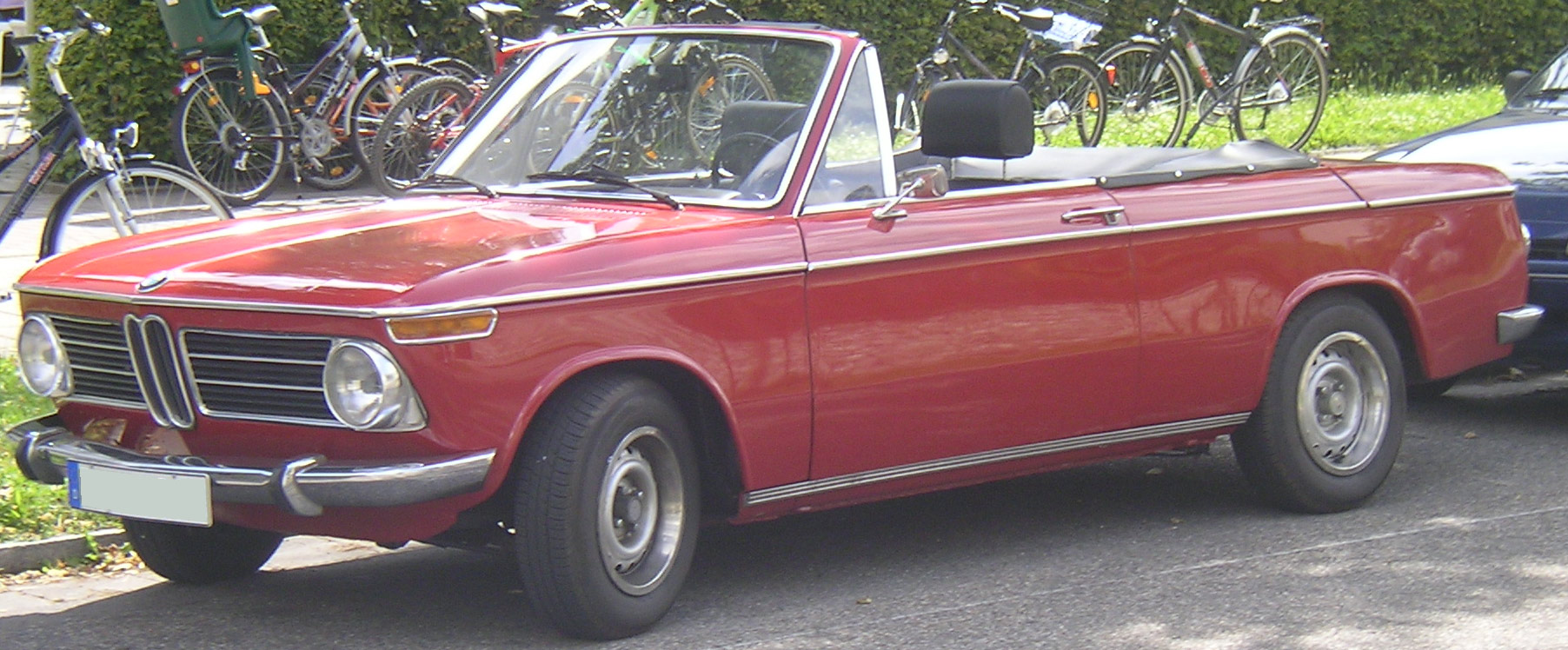
BMW 1600 cabriolet (1968–1971)
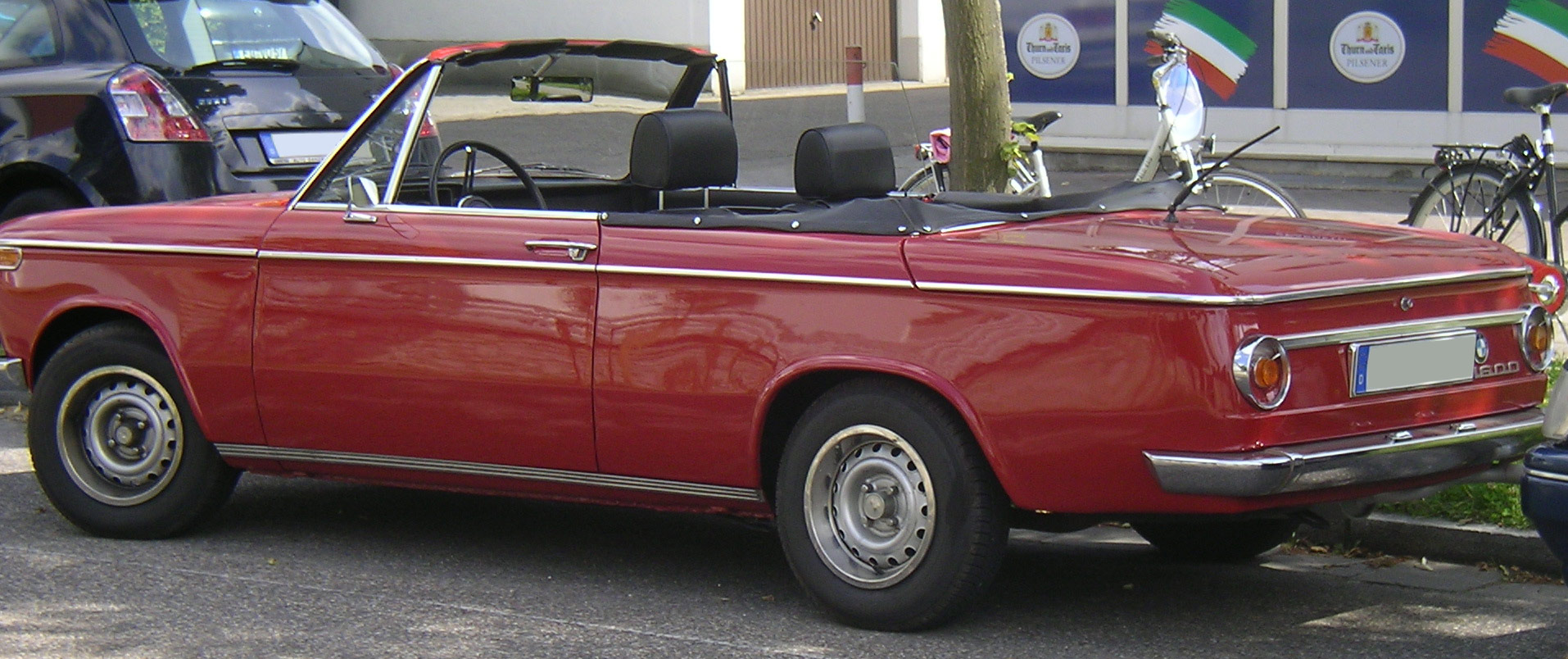
Vue arrière

De l’automne 1971 à l’été 1975, un Targa plus résistant à la torsion a été proposé, il n’était disponible que sur la base de la 2002; il a été en vente de l’automne 1971 à l’été 1975. 2 290 véhicules de ce type ont été construits.

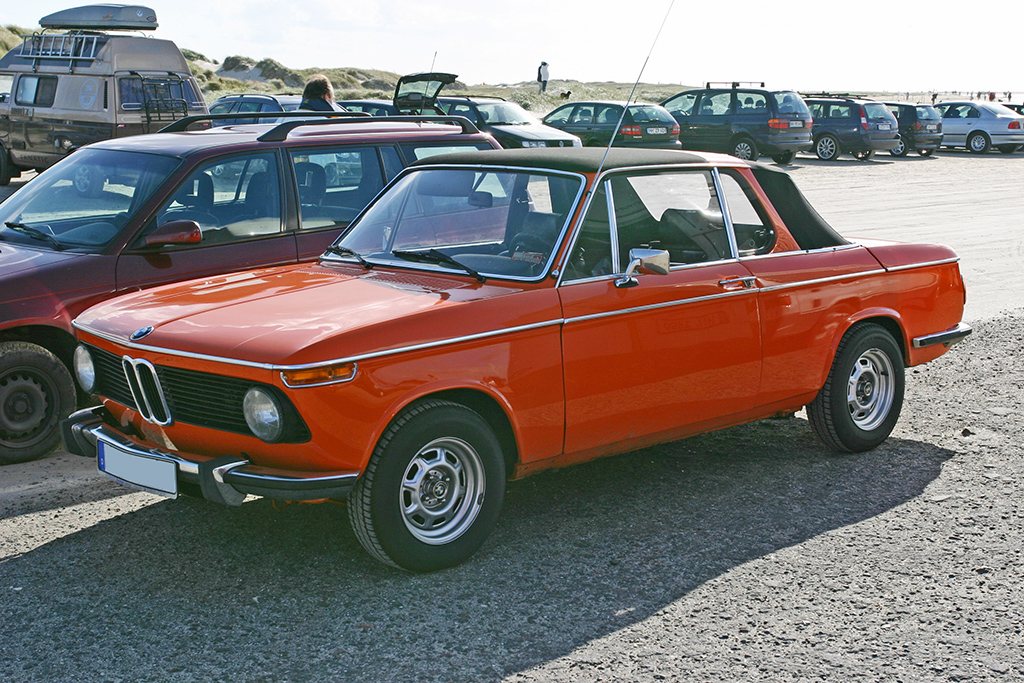
BMW 2002 cabriolet Baur (1971–1975)
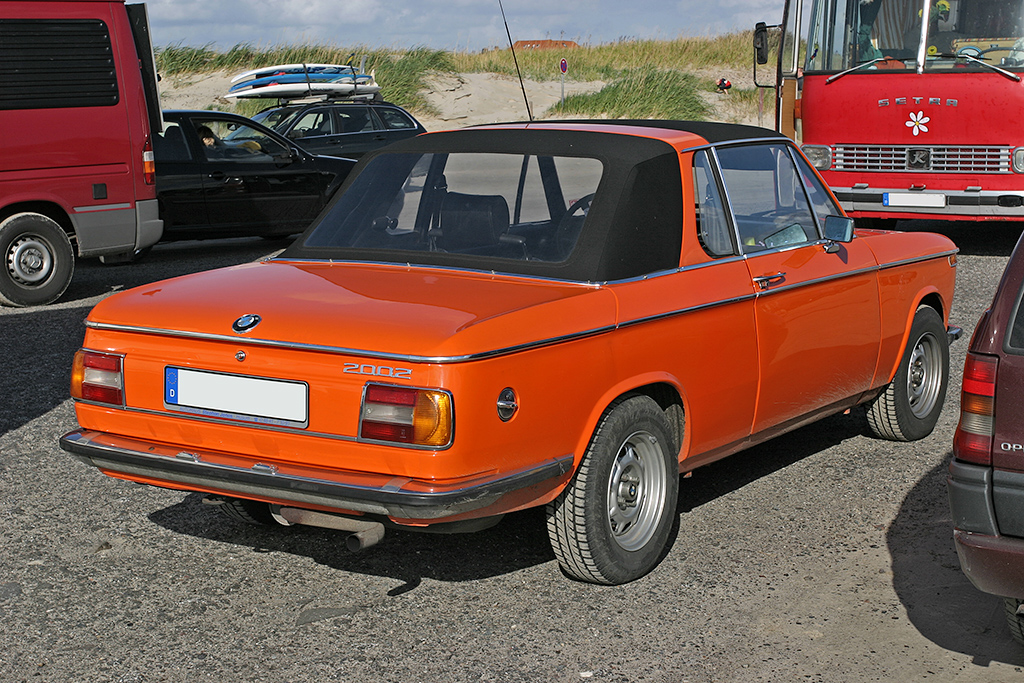
Vue arrière
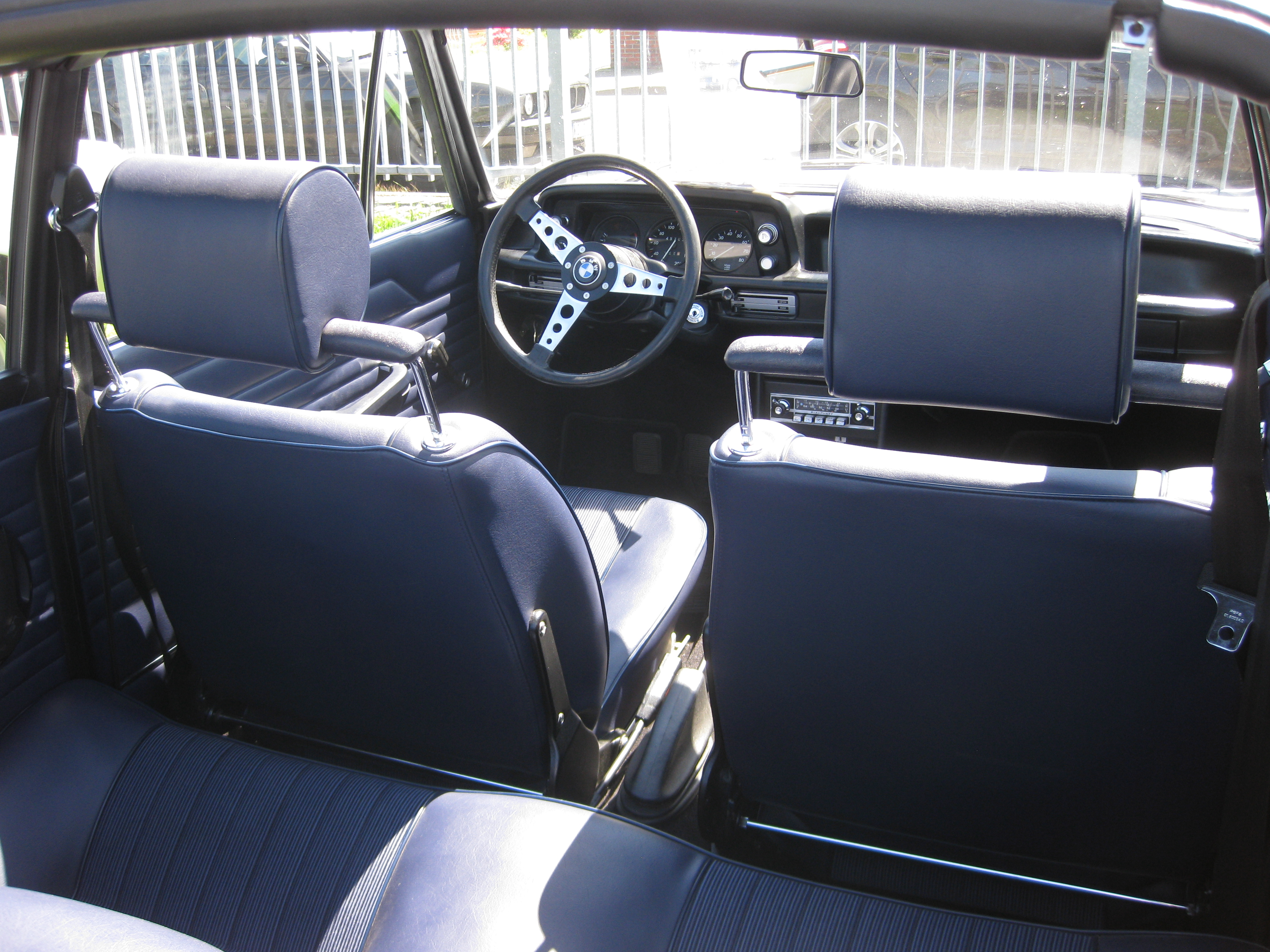
Cockpit d’une BMW 2002 Baur

## BMW Touring
À partir du printemps 1971, il y avait aussi des variantes à hayon avec tous les moteurs sauf ceux de la 1502 et de la 2002 turbo, il s’agit des BMW Touring 1600, Touring 1800, Touring 2000 et du Touring 2000 tii en tant que modèle haut de gamme. À 4,11 m de longueur, le Touring était plus court que le modèle a malle.

### Lifting
Avec le lifting d’août 1973, la désignation du modèle a changé, la désignation Touring n’était plus mise avant la désignation du type dont le 2, qui était déjà habituel pour la berline, a été ajouté, ainsi le Touring 1800 est devenu le 1802 Touring, le Touring 2000 est devenu le 2002 Touring et le Touring 2000 tii est devenu le 2002 tii Touring. Le modèle de base, le Touring 1600 avec le moteur 1,6 litre de 63 kW, avait déjà été annulé début 1972.
Le modèle Touring n’a pas été un succès commercial, puisque seulement 25 827 unités ont été produites depuis le printemps 1971 jusqu’à l’été 1974. Ce n’est que 20 ans plus tard que BMW a de nouveau proposé une berline à hayon avec la Série 3 Compact.

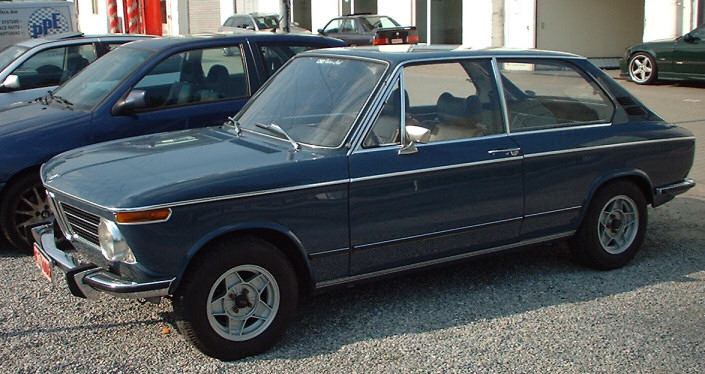
BMW Touring 2000 (1971–1973)
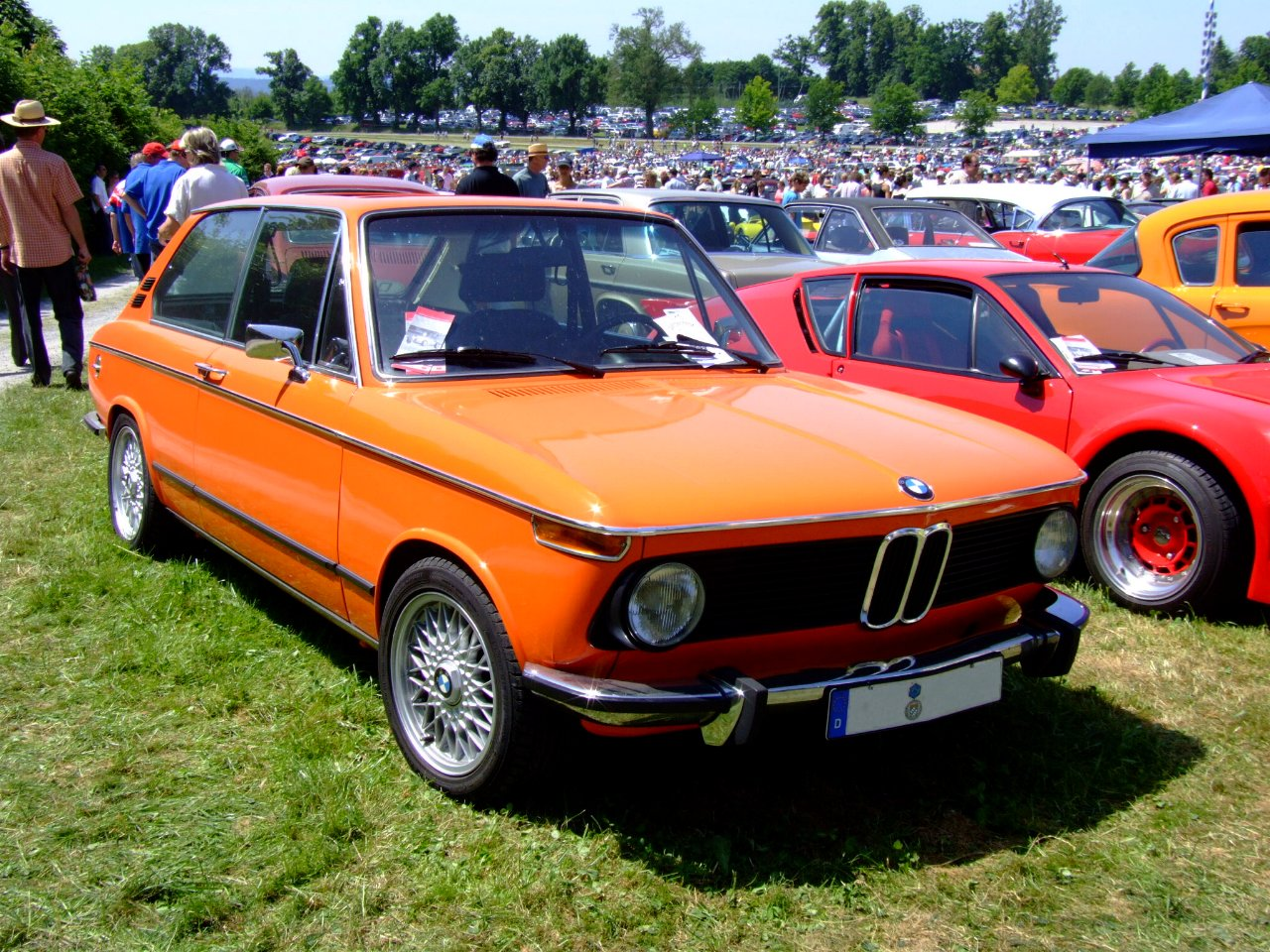
BMW 2002 tii Touring (1973–1974)
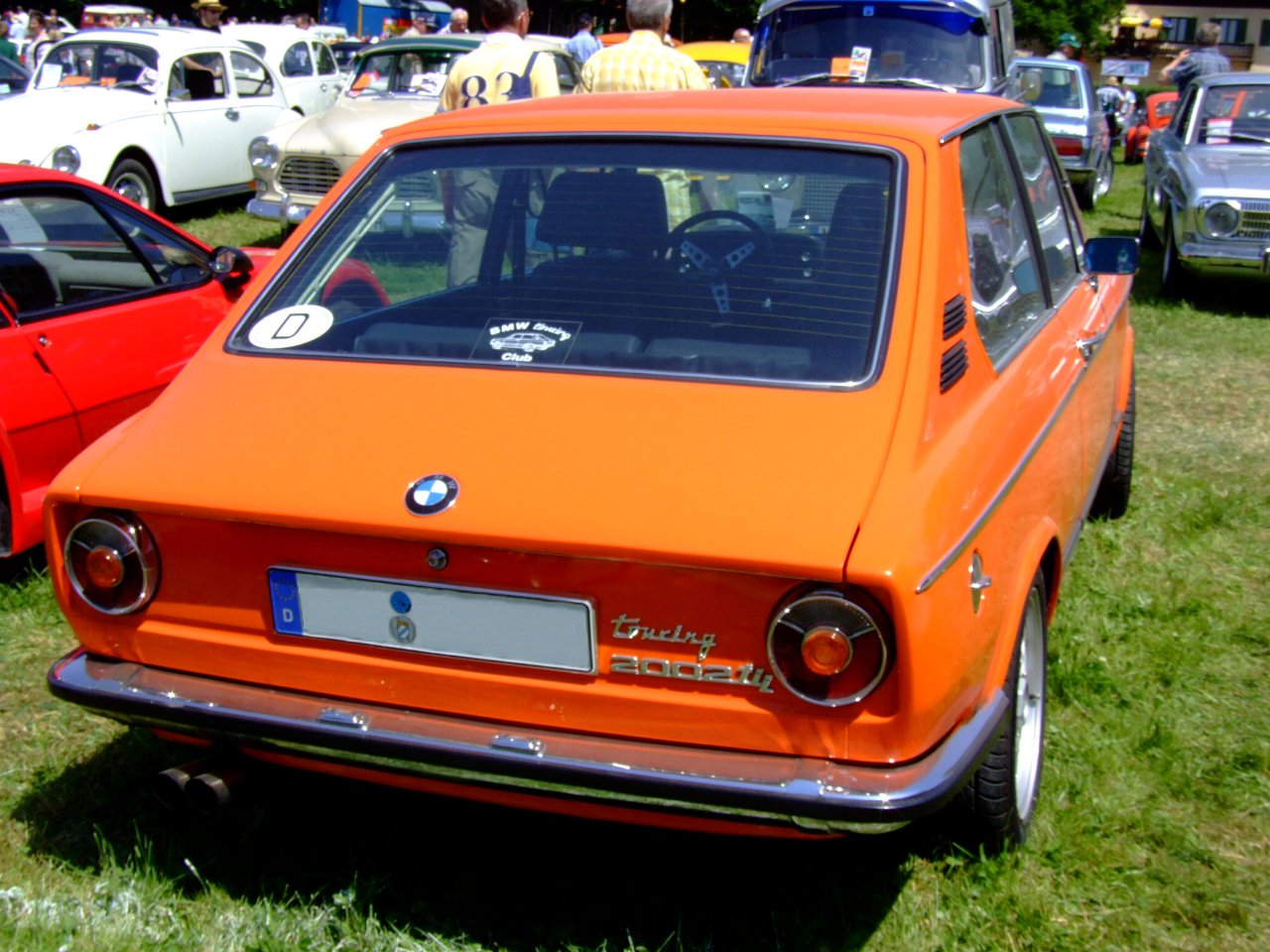
Vue arrière

## BMW 2002 ti Diana

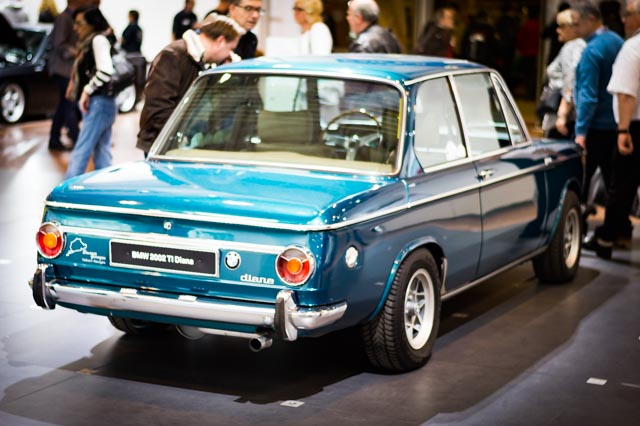
BMW 2002 ti Diana

Une variante très rare est la soi-disante 02 Diana. À l’occasion de son mariage avec Diana Körner en 1970, le pilote de course Hubert Hahne a fait convertir douze 2002 ti comme une sorte de cadeau de mariage - elles avaient les phares jumelés de la BMW 2800 CS, des intérieurs en cuir et des jantes italiennes spéciales en aluminium. Chacun des douze exemplaires a été peint dans une couleur différente.
Au fil des ans, la localisation de la plupart des exemplaires de cette petite série n’a plus pu être clarifiée - on peut supposer que certains propriétaires de l’un de ces exemplaires croient conduire une 02 simplement convertie, sans se douter que c’est une des 02 les plus rares (Verification des numéros de châssis sur le site Web BMW 02 Club e. V., voir liens Web).
On sait que quatre Diana ont survécu, dont une Diana Cappuccino.

## BMW 1602 Elektro

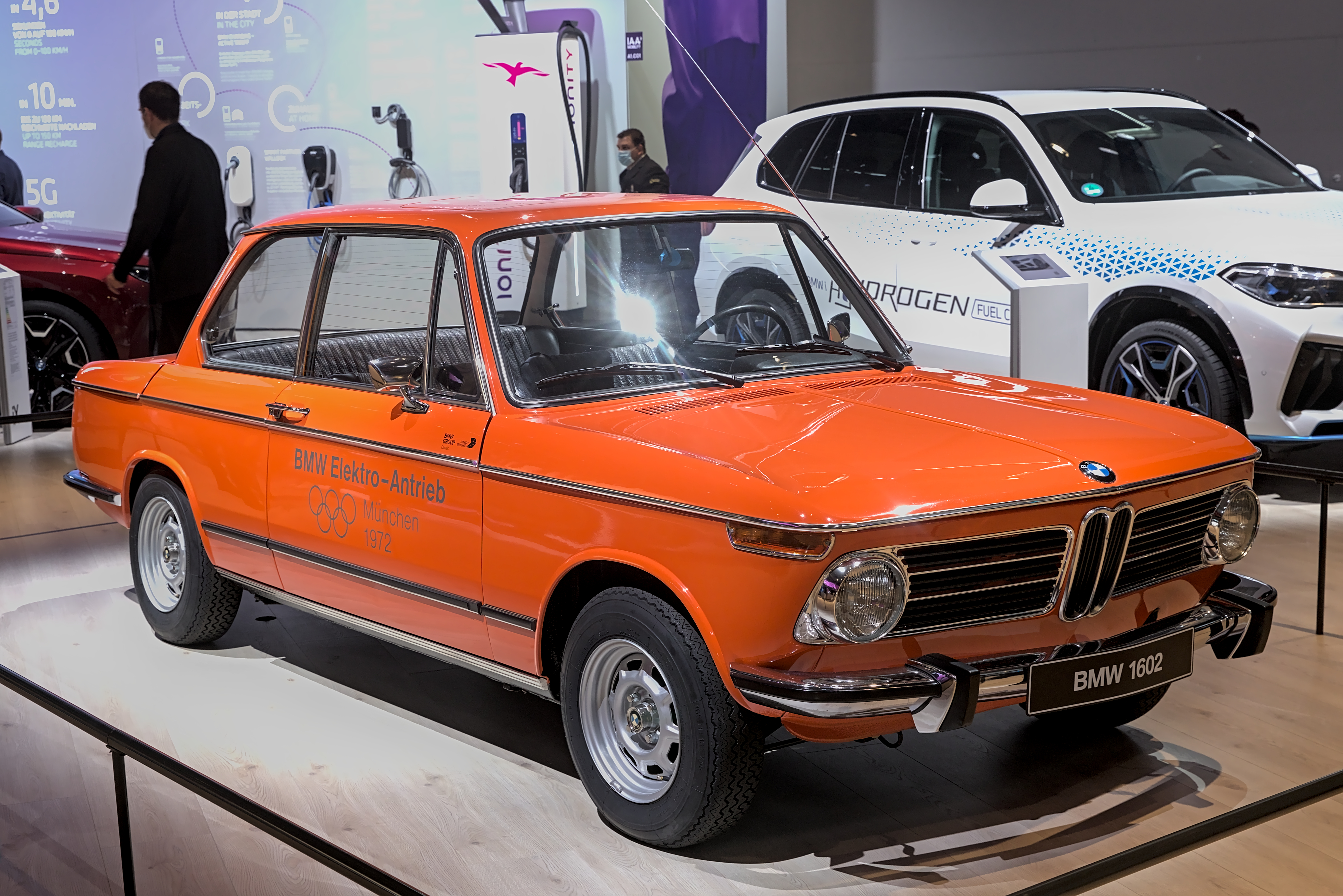
BMW 1602 Elektro

Pour les Jeux olympiques d'été de 1972, BMW a développé la 1602 Elektro. Le développement a commencé en 1969 avec deux véhicules d’essai. À des fins de test, elles ont servie de véhicules d’assistance aux marcheurs de longue distance et aux marathoniens pendant les jeux. Le réservoir d’énergie se composait d’un paquet de 350 kilogrammes avec douze batteries de démarrage au plomb sous le capot, qui pouvaient être échangées contre un paquet de batteries chargées. Vous pouviez parcourir environ 60 kilomètres à une vitesse constante de 50 km/h, et environ 30 kilomètres dans le trafic urbain. La vitesse maximale était de 100 km/h et l’accélération de 0 à 50 km/h prenait 8 secondes.

## Réalisations sportives
Les voitures de la Série 02 ont eu beaucoup de succès en course, notamment sur le circuit du championnat allemand, mais aussi en rallyes, courses de montagne et slalom. La gamme a constitué le point de départ de plusieurs sociétés de tuning, telles que Alpina, Schnitzer, Koepchen, GS-Tuning, etc…, qui ont contribué à rendre la 02 encore plus sportive sur piste et sur route. Parfois, des culasses à 16 soupapes ou une culasse spécialement développée par Schnitzer à cet effet (qui était également utilisée en partie par Alpina et GS-Tuning) étaient également utilisées en course de Formule 2 sur le moteur M10 (BMW), de même que des moteurs turbo, qui ont ensuite conduit à la 2002 turbo. À ce jour, certains véhicules sont conduits de manière sportive et sont utilisés avec succès dans des événements de sport automobile tels que des courses sur circuit, des rallyes ou des courses de montagne.

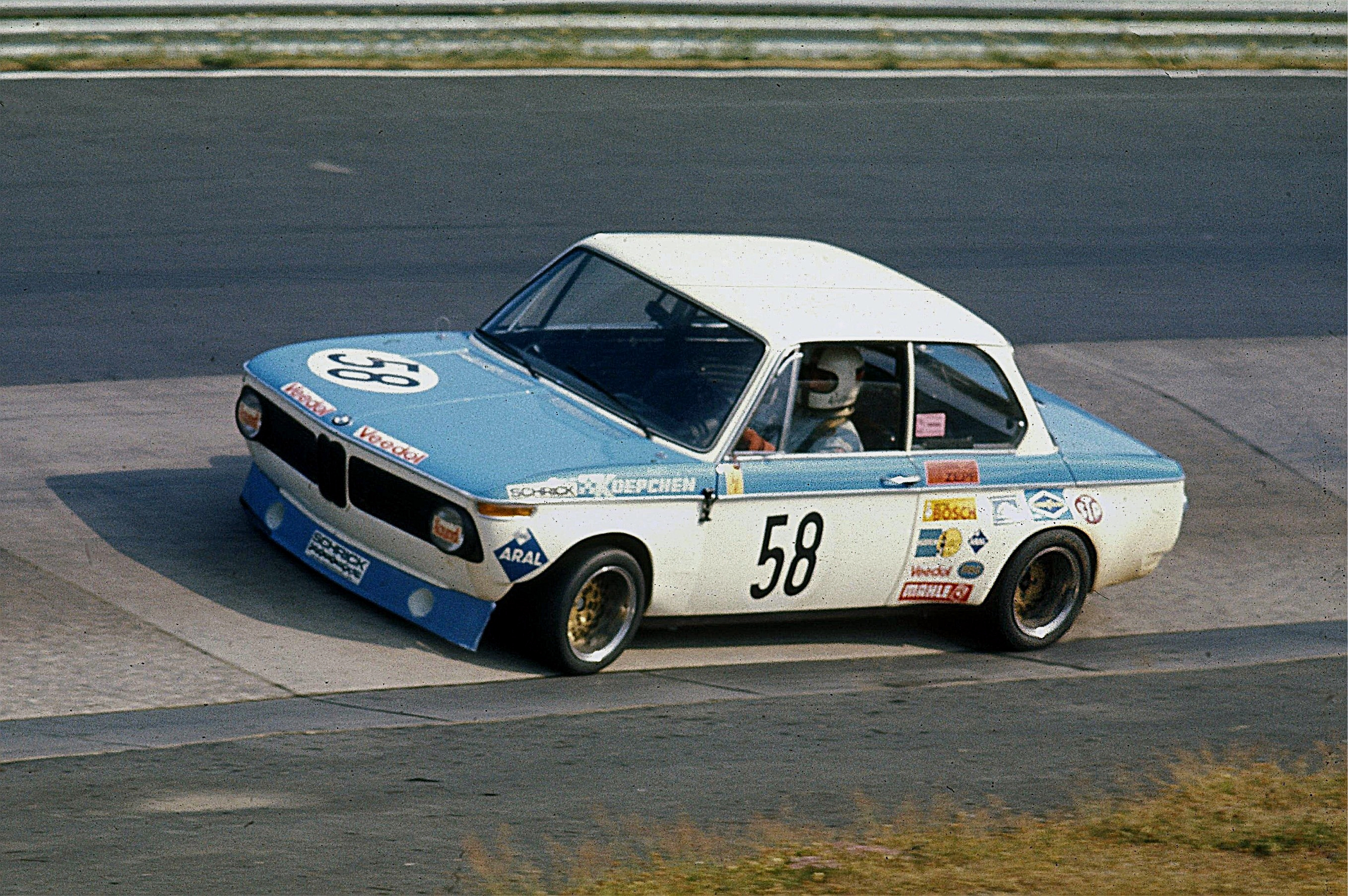
Helmut Kelleners en 1973 dans une BMW Koepchen 2002 au Nürburgring
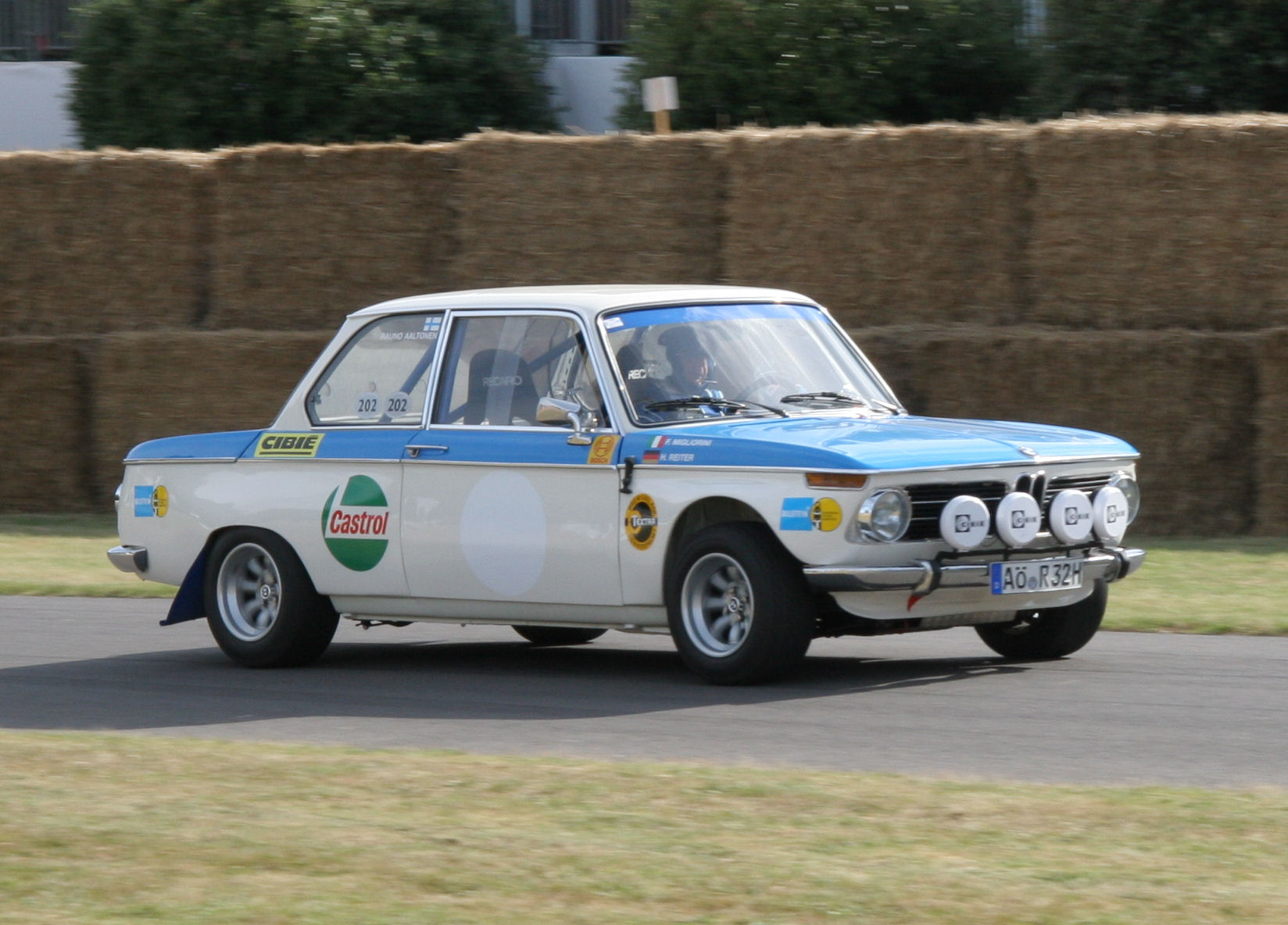
BMW 2002 TI Rallye au Festival de vitesse de Goodwood 2006
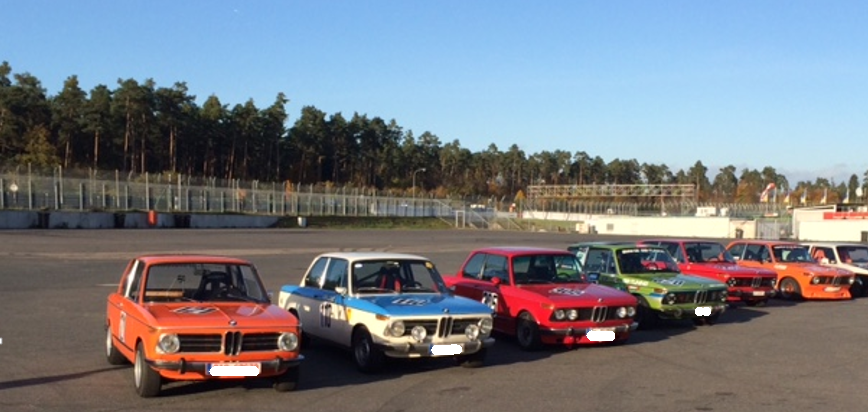
Diverses BMW 02 dans le paddock du circuit d’Hockenheim
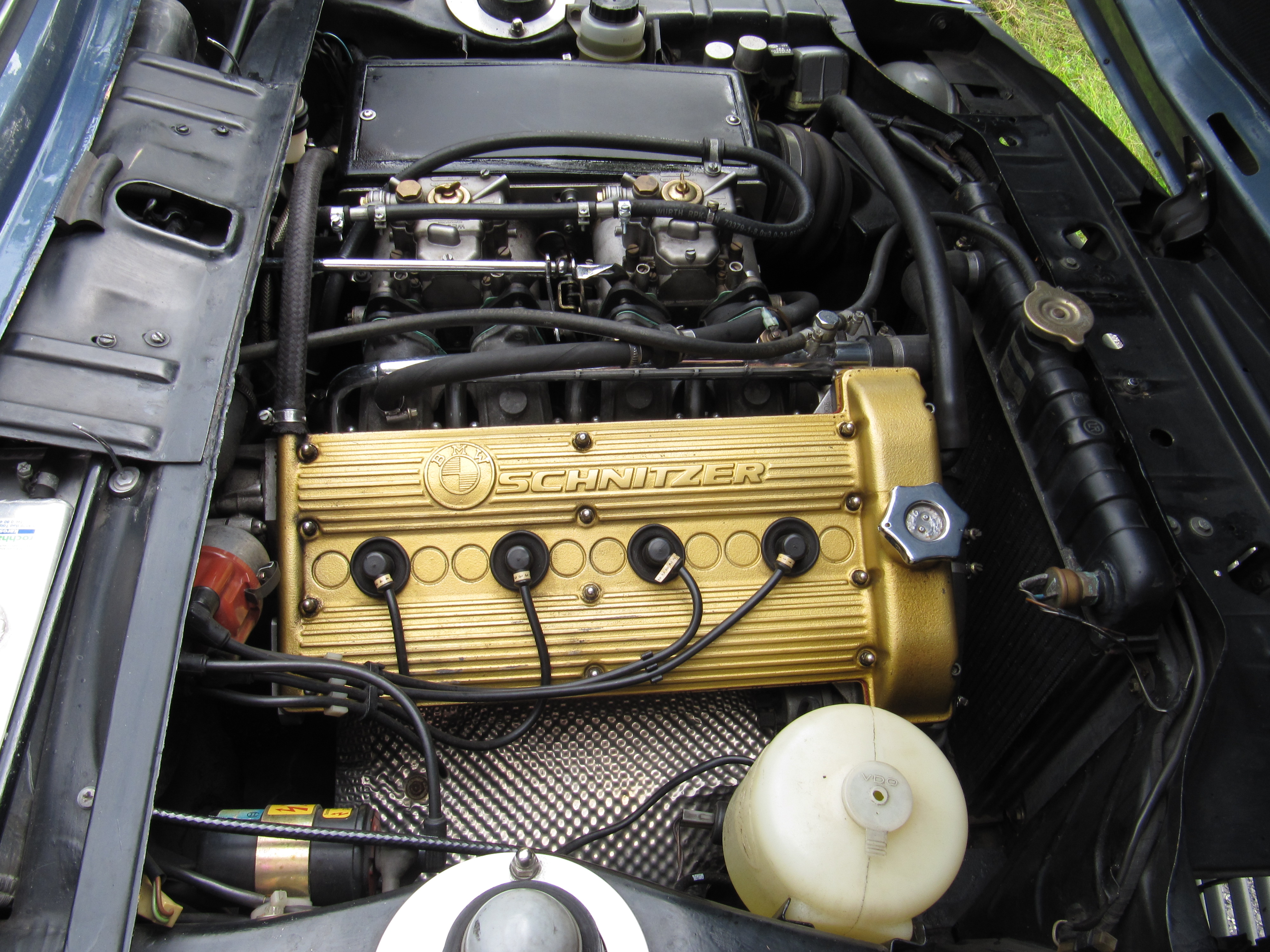
BMW 02 avec culasse 16V de Schnitzer (sur base du moteur M10 de BMW)
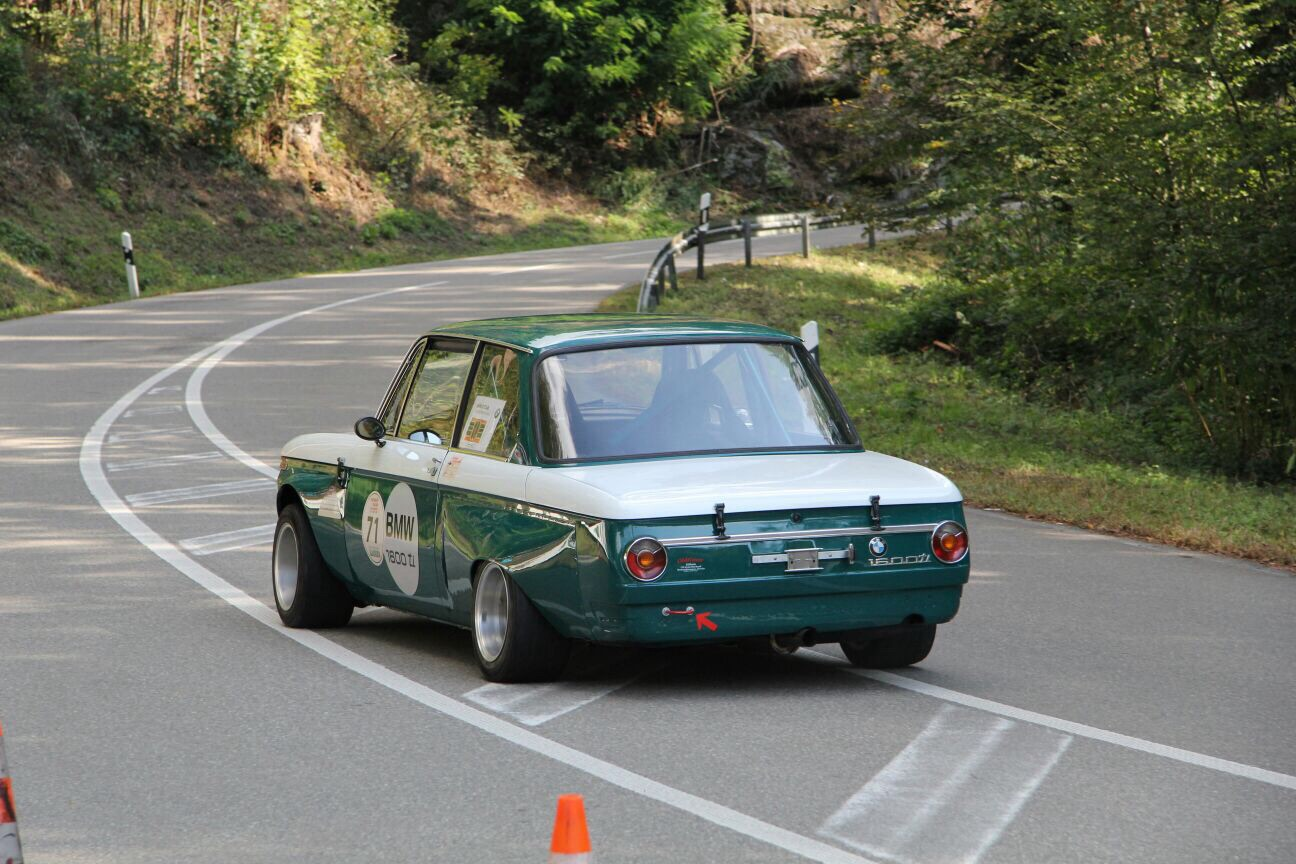
BMW 1600 ti en tant que voiture de course avec des extensions de style "joue de cochon" dans une montée
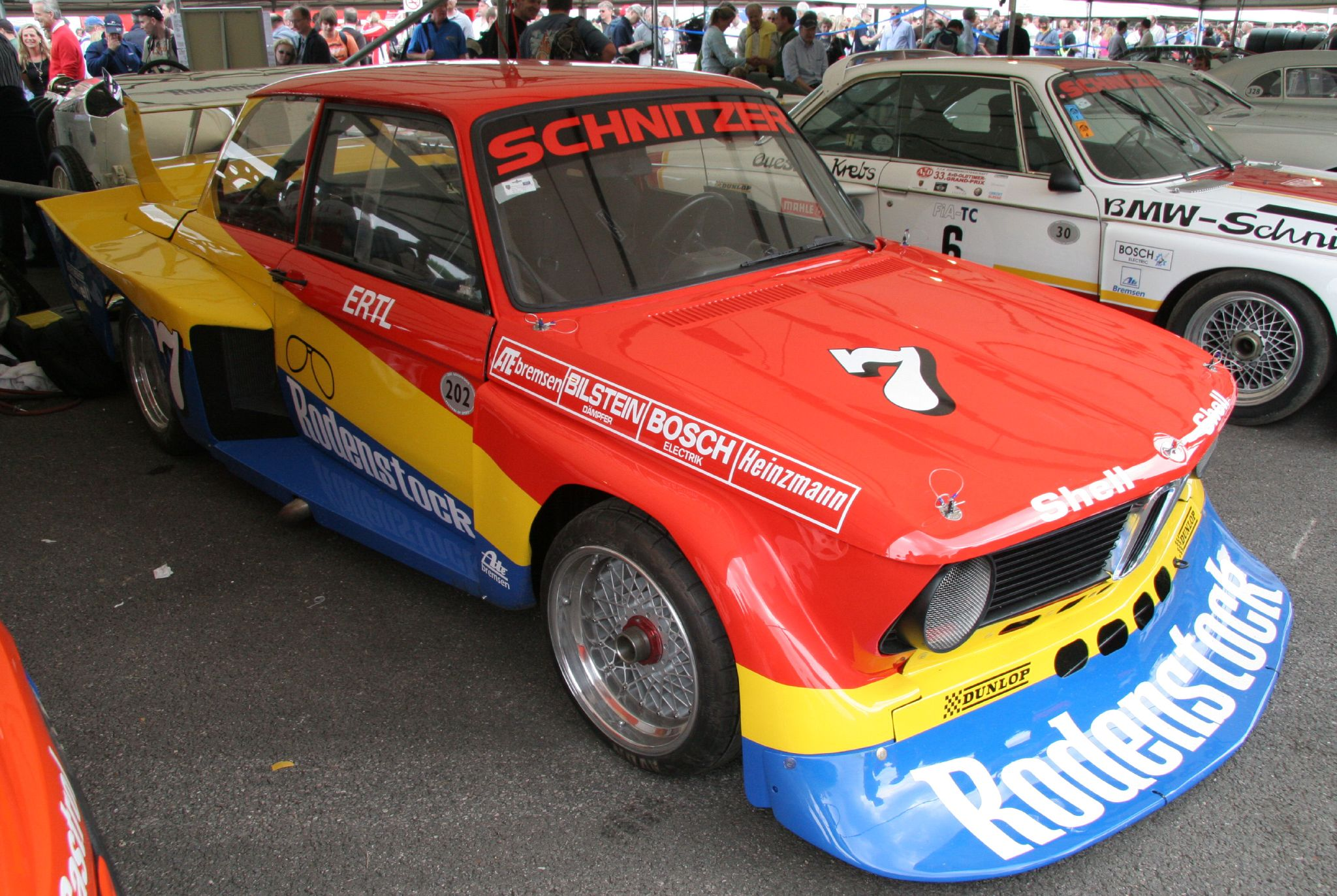
BMW Schnitzer 2002 turbo groupe 5, saison 1977

## Conversions rétro
Comme la BMW 3.0 CSL Hommage de l’année précédente, BMW a présenté la 02 Hommage en 2016 au Concorso d’Eleganza sur le lac de Côme. Cela rappelle les simples phares ronds et le turbo en lettrage spéculaire sur le spoiler avant.
En mars 2018, lors des Retro Classics à Stuttgart, la société d’Augsbourg Everytimer a présenté une 02 cabriolet basée sur la BMW Série 1 E88,.

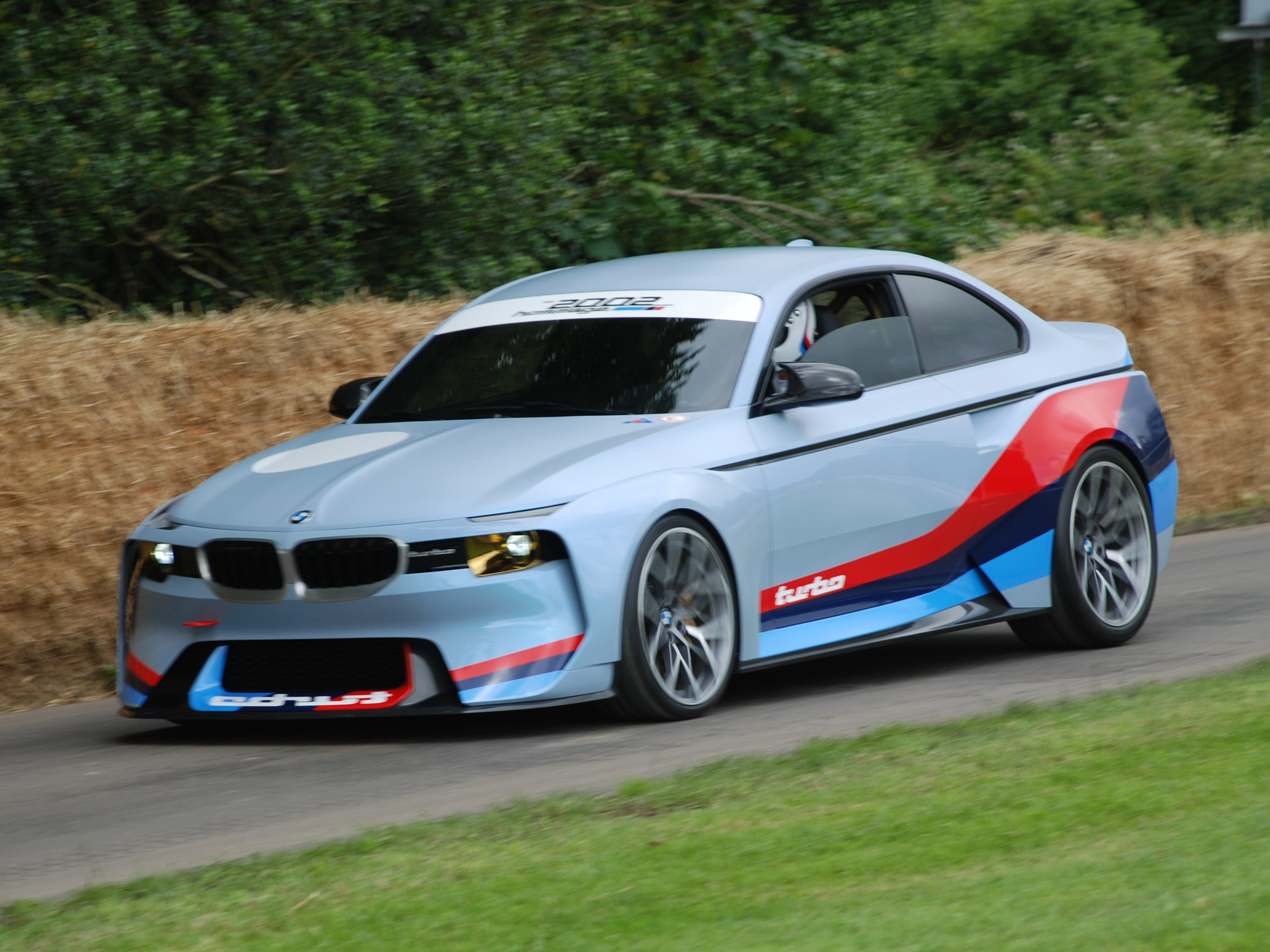
02 turbo Hommage au Goodwood Festival 2016
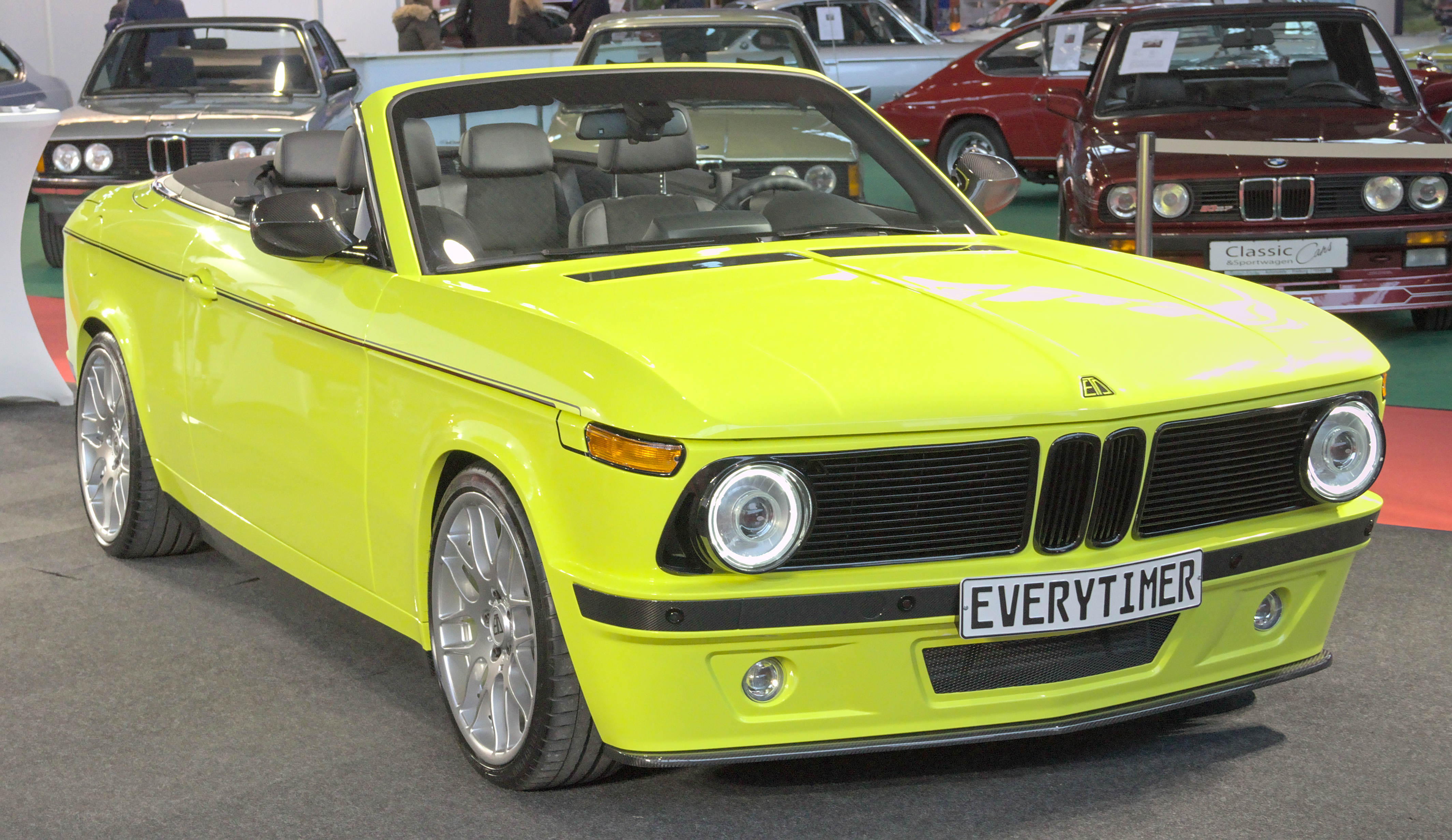
Everytimer ETA 02 Cabrio aux Retro Classics 2020
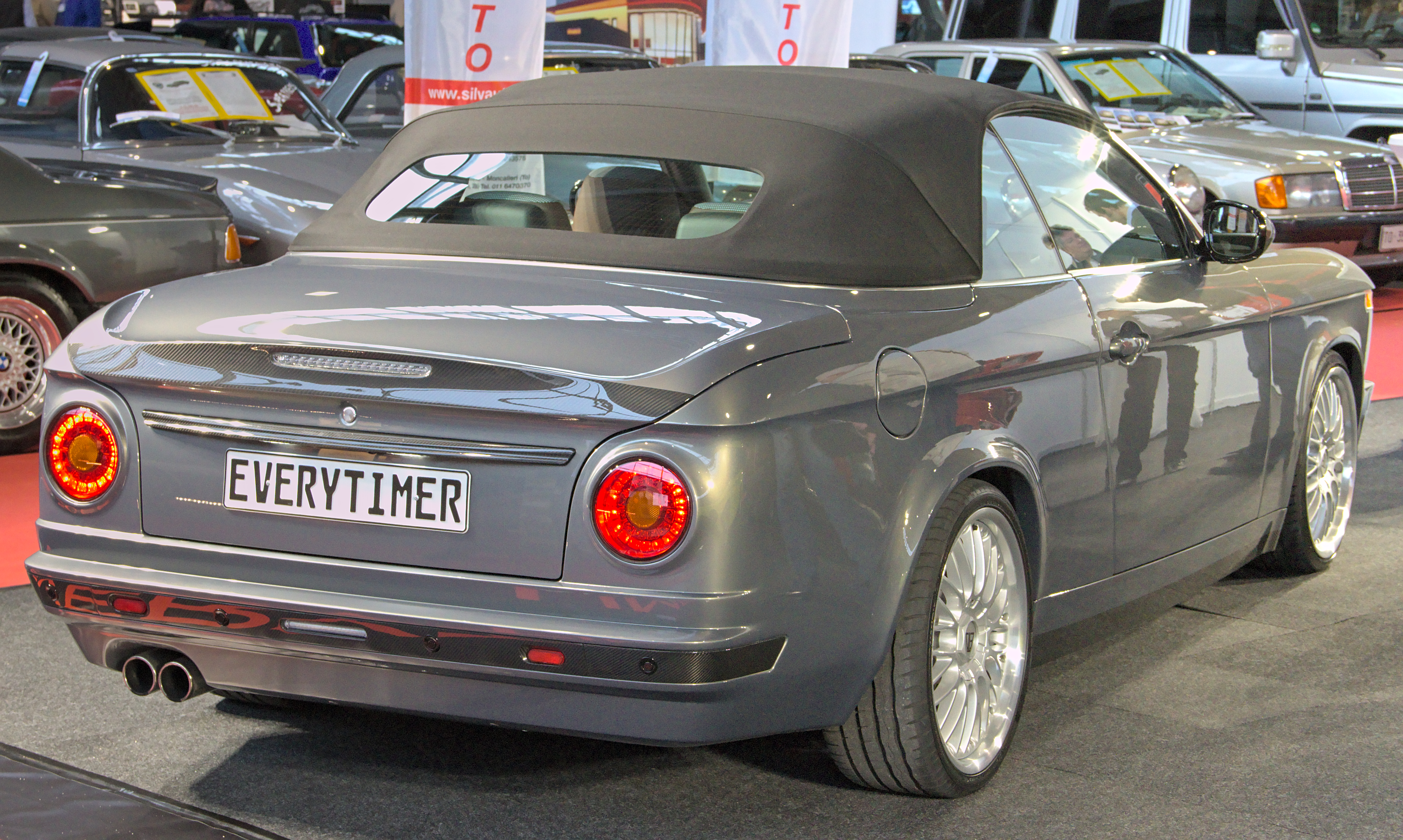
Vue arrière
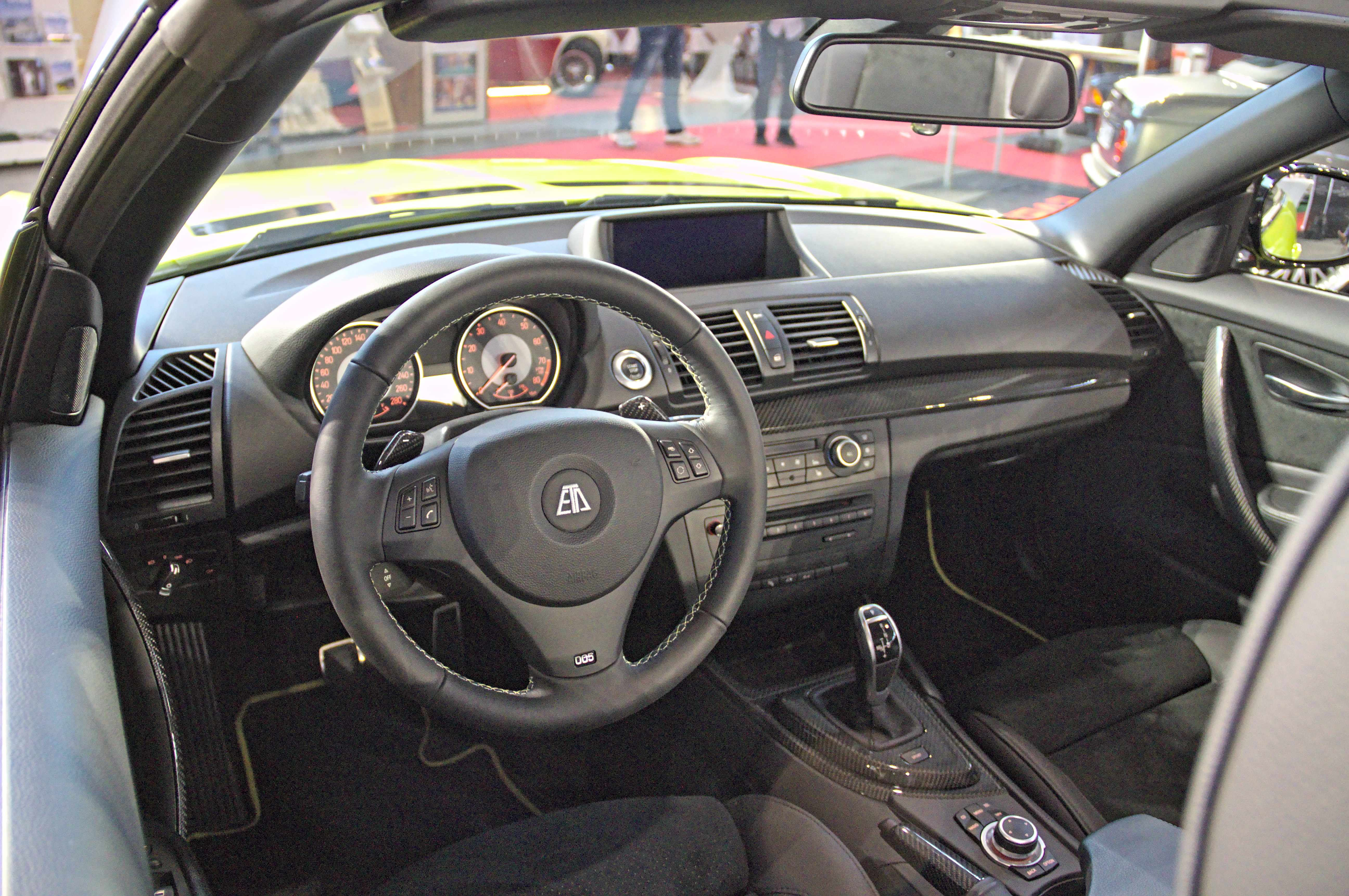
Vue intérieure